# تاریخ شهر رم

پادشاهی روم ۷۵۳–۵۰۹ پیش از میلاد

جمهوری روم ۵۰۹–۲۷ پیش از میلاد

 امپراتوری روم 27 پیش از میلاد– ۳۹۵ پس از میلاد 

امپراتوری روم غربی ۲۸۶–۴۷۶

اودوآکر ۴۷۶–۴۹۳

پادشاهی استروگوت‌ها ۴۹۳–۵۳۶

الگو:Country data Eastern Roman Empire ۵۳۶–۵۴۶

پادشاهی استروگوت‌ها ۵۴۶–۵۴۷

الگو:Country data Eastern Roman Empire ۵۴۷–۵۴۹

پادشاهی استروگوت‌ها ۵۴۹–۵۵۲

الگو:Country data Eastern Roman Empire ۵۵۲–۷۵۱

پادشاهی لمباردها ۷۵۱–۷۵۶

 ایالات پاپی ۷۵۶–۱۷۹۸

 جمهوری روم ۱۷۹۸–۱۷۹۹

 ایالات پاپی ۱۷۹۹–۱۸۰۹

 امپراتوری اول فرانسه ۱۸۰۹–۱۸۱۴

 ایالات پاپی ۱۸۱۴–۱۸۴۹

 جمهوری روم ۱۸۴۹

 ایالات پاپی ۱۸۴۹–۱۸۷۰

 پادشاهی ایتالیا ۱۸۷۰–۱۹۴۳

 جمهوری سوسیالیستی ایتالیا ۱۹۴۳–۱۹۴۴

 پادشاهی ایتالیا ۱۹۴۴–۱۹۴۶

 ایتالیا ۱۹۴۶–تا کنون

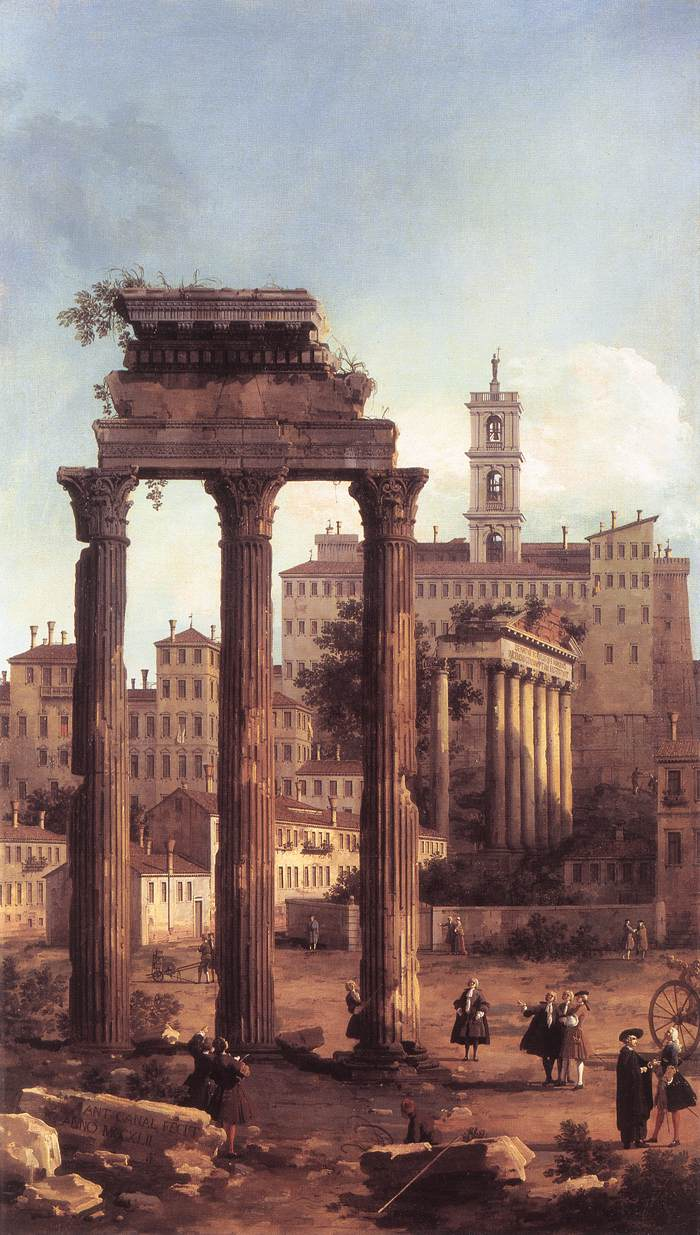
رم:خرابه‌های فوروم منظره کپیتول ۱۷۴۲
Canaletto

تاریخ رم شامل تاریخ شهر رم و همچنین تمدن روم باستان می‌شود. تاریخ روم دارای تأثیراتی در تاریخ جهان مدرن داشته. مخصوصا تاریخ کلیسای کاتولیک و قوانین رومی در بسیاری از سیستم‌های حقوقی مؤثر بوده. تاریخ روم را می‌توان به دوره‌های زیر تقسیم کرد.
روم ماقبل تاریخ، شامل سکونت گاه‌های نخستین و افسانه پیدایش رم توسط رومولوس·
دوران حکومت اتروسک‌ها و دوران رگال، در این دور با احتساب رومولوس هفت پادشاه در روم حکومت کردند.
دوران جمهوری روم، که از ۵۰۹ پ. م شروع می‌شود زمانیکه پادشاه توسط سناتورها انتخاب می‌شدند. در این دوره در طول قرن پنجم قبل از میلاد روم به صورتی فوق‌العاده وسعت پیدا کرد و روم مناطقی را در لاتیوم به تصرف درآورد. در دوران جنگ‌های پونی در ۲۶۴ تا ۱۴۶ پ. م، روم باستان به مناطق غرب مدیترانه مسلط می‌شود و جانشین تمدن کارتاژ می‌شود.
امپراتوری روم بعد از جمهوری روم تأسیس می‌شود و با ظهور ژولیوس سزار و وقایعی که بعد از او رخ می‌دهد رو به اضمحلال می‌رود. این وقایع شامل دوره جنگهای داخلی و پیروزی پسر خوانده قیصر اوکتاویان بر مارک آنتونی در ۲۷ پ. م می‌باشد. با فروپاشی امپراتوری روم غربی قدرت رم از بین می‌رود و تا قرن هشتم میلادی به عنوان دوک نشین رم قسمتی از امپراتوری روم شرقی می‌شود. در این زمان شهر رم به وسعت قدیمی خود بازمی‌گردد. در قرن پنجم و ششم میلادی چندین مرتبه مورد تاخت و تاز قرار می‌گیرد و حتی موقتاً از جمعیت خالی می‌شود
دوران قرون وسطی که مشخصه آن قطع رابطه با کنستانتینوپل و تشکیل ایالات پاپی است. پاپ می‌کوشد تا قدرت نفوذ خودش را در امپراتوری مقدس روم افزایش دهد. در دوران قرون تاریک (Dark Ages) جمعیت روم به ۳۰۰۰۰ نفر تقلیل پیدا می‌کند. به دنبال شکاف میان کلیسای شرق (ارتدکس) و کلیسای غرب و نزاع‌های انتخاب‌های مقامات کلیسا رخ داد. پاپ‌ها در دوران قرون وسطی قدرت بالایی کسب کردند. شهر رم کاملاً ضعیف شد و جمعیت آن زیر ۲۰۰۰۰ نفر تقلیل پیدا کرد. ضعف کامل روم در قرون وسطی با خرابه‌های آثار باستانی روم قابل مشاهده است.
رنسانس رمی: در قرن ۱۵ زمانیکه رم از لحاظ فرهنگی و آریستوکراسی جایگزین فلورانس می‌شود رنسانس رومی به وقوع می‌پیوندد. با نابودی شهر رم در ۱۵۲۷ میلادی رنسانس رومی ناگهان فروکش می‌کند؛ ولی پاپ‌ها با اقدامات ضد رفورم و اصلاحات موقعیت خود را تثبیت می‌کنند؛ و شهر رم تا اوایل دوران مدرن شکوفایی خود را ادامه می‌دهد. در زمان ناپلئون رم ضمیمه قلمرو او و قسمتی از امپراتوری فرانسه می‌شود.
تاریخ مدرن – دورانی از قرن ۱۹ تا امروز. در دوران جنگ جهانی دوم چندین مرتبه رم بمباران می‌شود. در ۱۴ اوت ۱۹۴۳ اعلان شکست می‌کند؛ و در ۱۹۴۶ رسماً پایتخت ایتالیا می‌شود. شهر رم بزرگ‌ترین شهر ایتالیا است و در میان بزرگ‌ترین شهرهای اتخادیه اروپا قرار دارد؛ و با عنوان شهر جهانی طبقه‌بندی شده.

## تاریخ اولیه
بر طبق دلایل باستانشناسی حد اقل ۵۰۰۰ سال قبل در این مناطق انسان زندگی می‌کرده. مدارک باستانشناسی نشان دهنده مبهم بودن داستان شروع رم با رومولوس است. تاریخ مرسوم برای بنیاد شهر رم ۷۵۳پ. م است؛ ولی حفاری‌های ۲۰۱۴ نشان می‌دهد دیوار خیلی قبل از تاریخ رسمی وجود داشته. باستانشناسان عمر دیوارهای سنگی و قطعه‌های سفالی را مربوط به قرن نهم پیش از میلاد می‌دانند؛ و مدارکی وجود دارد که قرن دهم پیش از میلاد مردمانی در تپه پالاتین وجود داشتند. منطقه سنت اوموبون برای فهمیدن مراحل، بنا، و شهرنشینی، و تشکیل دولت در اواخر آرکائیک نقش حیاطی بازی می‌کند. معبد سنت اوموبون به قرن ۷ و ۶ پیش از میلاد برمیگردد؛ که آن را به قدیمی‌ترین معبد شناخته شده روم تبدیل می‌کند

## افسانه رم

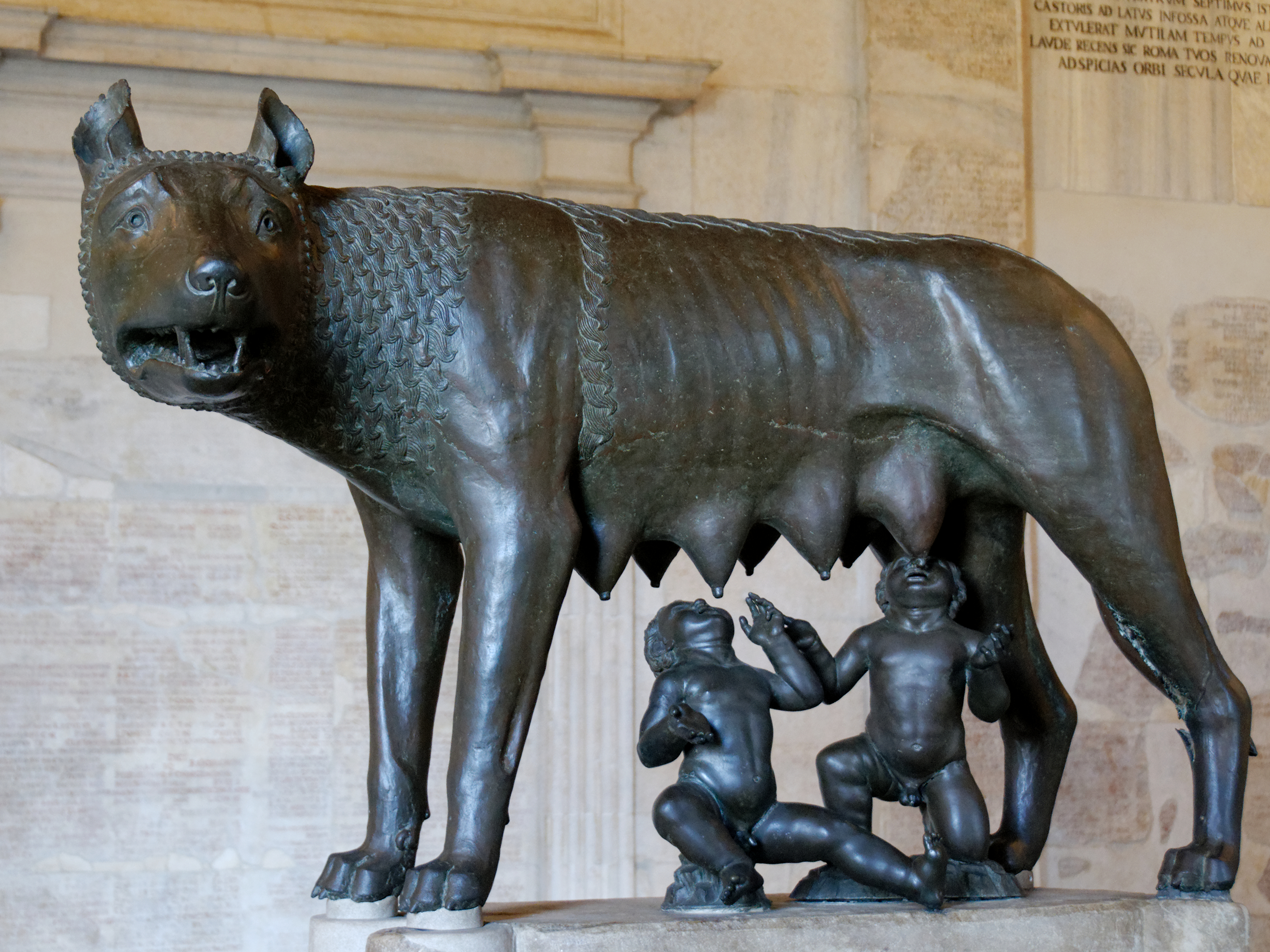
گرگ افسانه ای رم در حال شیر دادن رومولوس و رموس

تصور می‌رود منشأ نام شهر روم برگرفته از نام رومولوس افسانه ای اولین حاکم رم باشد. گفته می‌شود رومولوس به همراه برادر دوقلویش رموس، پسر خدای مریخ و از نوادگان تروژان قهرمان آئنیاس می‌باشد. آنها توسط گرگ ماده ای بزرگ می‌شوند و رومولوس، رموس را به قتل می‌رساند و نام شهر رم را از نام خودش اقتباس می‌کند؛ و افسانه می‌گوید پس از بنیاد شهر رم و نامگذاری آن به همه مردم از تمام طبقات چه برده چه مردمان آزاد اجازه می‌دهد تا در این شهر به عنوان شهروند ساکن شوند. برای اینکه برای مردان شهرش همسر بگیرد، رومولوس از قبایل همسایه خود دعوت می‌کند تا در جشنی که رم ترتیب داده شرکت کنند آنگاه بسیاری از زنان جوان گرفته می‌شوند. پس از جنگ با سابین‌ها، رومولوس با شاه سابین‌ها تیتوس تاتیوس پادشاهی مشترکی را بر قرار می‌کند. رومولوس ۱۰۰ نفر از شریف‌ترین مردان را انتخاب مبکند تا سنای روم را به عنوان یک شورای مشورتی برای شاه تشکیل دهند. او این مردان را پاتریس نام گذاری کرد، و نوادگان آنها پاتریسین‌ها بودند. او سه گروه نظامی از اکوئیستها تشکیل می‌دهد. (اکوئیستها از نظر طبقه اجتماعی از سناتورها پایین‌تر بودند). رومنس‌ها، تیتیس‌ها (پیروان شاه سابین)، لوسرس (اتروسک‌ها). او همچنین افراد جامعه را به سی گروه تقسیم کرد؛ که نام آنها از سی زن گرفته شد که در پایان گرفته شدن جنگ میان رومولوس و تاتیوس شرکت کردند. نام این گروه‌ها کوریا بود؛ و یک مجمع قانون گذاری از کوریاها تشکیل می‌شد. برای پیداکردن ریشه لغت روم کوششهایی صورت گرفته. یکی مشتق از کلمه یونانی Ῥώμη به معنای شجاعت است. ممکن است ارتباط با ریشه rum به معنای پستان که از نظر تئوری مربوط به توتم گرگی می‌شود که دوقلوهای شناخته شده را پرورش داد. به نظر می‌رسد نام اتروسکی شهر هم ruma بوده. همچنین rumon نام قبلی روخانه تیبر؛ و منابع لغت‌شناسی‌ها نامشخص دیگری هم وجود دارد.

## شکل‌گیری شهر
روم از زیست گاه‌های شبانی تپه پالاتین و تپه‌های اطراف که تقریباً به فاصله ۳۰ کیلومتر از دریای تیرنا در جنوب رود تیبر قرار دارد. تپه کوئیریال که احتمالاً پایگاه دیدبانی سابین‌ها، گروهی دیگر از ایتالیایی زبان‌ها بوده. در این محل، با تشکیل دادن منحنی به صورت z جزیره ای را در دل تیبر جای می‌دهد. به علت وجود این رود، و رفت‌وآمد از شمال و جنوب روم محل رفت‌وآمد تجاری می‌شود. کشفیات باستانشناسی نشان می‌دهد دو زیستگاه حفاظت شده از قرن هشتم قبل از میلاد در محلی که بعداً روم می‌شود وجود داشت. منشأ مردمان ایتالیایی به قبل از تاریخ برمیگردد و بنابر این دقیقاً مشخص نمی‌باشد. اما زبان هند و اروپایی آنها از نیمه دوم هزاره دوم میلاد به اینجا رسیده. بر اساس گفته دیونیسیوس، بسیاری از تاریخ دانان منشأ رومی‌ها را یونان می‌دانند. گرچه گزارش‌های آنان از افسانه‌های یونانی گرفته شده. مخصوصاً سابین‌ها از نظر دیونیسیوس اولین کسانی بودند که شهر لیستا را تصرف کردند؛ که شهر مادری بومی‌ها محسوب می‌گردد.

## زبان ایتالیایی

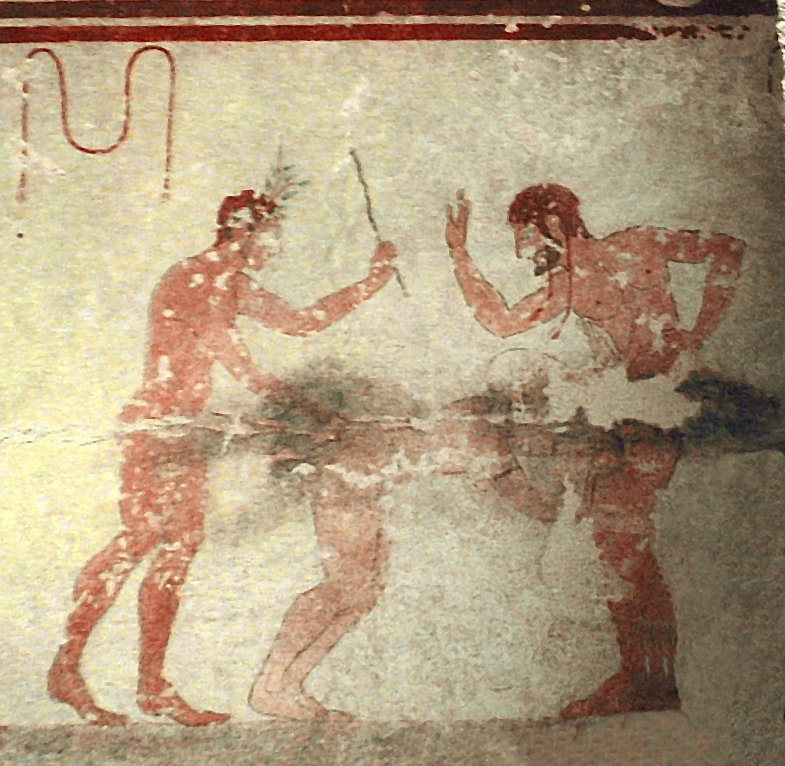
شلاق زدن زنی در معبد اتروسکی

ایتالیایی زبانان لاتین‌ها در غرب، سابین‌ها در دره‌های بالا دست تیبر، آمبرین‌ها در شمال شرقی، سامنیتس‌ها در جنوب، اوسکان‌ها و دیگران. در قرن هشتم پیش از میلاد، آنها با دو گروه قومی دیگر در هم آمیختند: اتروسک‌ها در شمال و یونانی‌ها در جنوب. اتروسک‌ها در شمال رو در اتروریا ساکن شدند (توسکانی امروزی). آنها شهرهایی را مانندتارکویین، وی، و وولترا را بنا گذاشتند و هم چنان‌که در شاه‌های اسطوره ای اتروسکی نشان می‌دهد، اثر عمیقی در فرهنگ روم داشتند. منشأ اتروسکها در ماقبل تاریخ محو گشته. تاریخ دانان دسترسی به ادبیات یا نوشته یا فلسفه ای را ندارند. بنابر این بیشتر مطالبی که راجع به این تمدن می‌دانیم از اشیایی به دست آمده که از قبرها و معابد آنها به دست آمده. رفتار اتروسک‌ها منجر به یک سردرگمی می‌شود. فرهنگ اتروسک‌ها همچون لاتین‌ها تحت تأثیر یونانی‌ها تغییر یافته. اتروسک‌ها همچون ایتالیایی‌ها مرد سالار و جنگجو بودند. نمایش‌های گلادیاتوری از رسوم اتروسک‌ها سرچشمه گرفته‌است. یونانی‌ها بین سالهای ۷۵۰ تا ۵۵۰ پ. م کلونی‌های زیادی را در جنوب ایتالیا ساخته بودند (بعدها رومی‌ها آنها را Magna Graecia نام گذاری کردند)، برای نمونه شهرهای Cumae, Naples, Reggio Calabria, Crotone, Sybaris, , Tarantoو همچنین دو سوم جزیره سیسیل.

## فرمانروایی اتروسکها

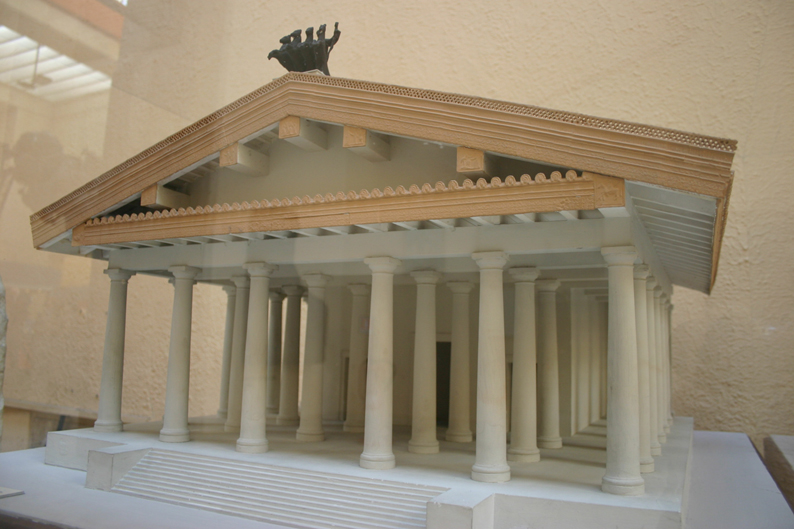
معبد ژوپیتر واقع در تپه کپیتولین26–509 BC

بعد از ۶۵۰پ. م اتروسکها بر ایتالیا مسلط شدند و تا شمال ایتالیای مرکزی گسترش یافتند. تاریخ مرسوم ایتالیا می‌گوید روم از سال ۷۵۳ تا ۵۰۹ پ. م تحت کنترل ۷ پادشاه بوده. از رومولوس افسانه ای شروع می‌شود که گفته می‌شود او به همراه برادرش رومولوس بنیانگذار شهر رم بودند؛ و گفته می‌شود سه شاه آخر اتروسکن بودند. به نام‌های تارکویین پریسکوس، سرویوس تولیوس، وتارکویین سوپربوس تارکویین که در نام دو تن از این پادشاهان قرار دارد به شهر اتروسکی تارکویین اشاره دارد. بیشتر منابع کهن درغارت شهر روم به وسیله گائولس بعد از جنگ آلیا از بین رفت؛ و باقی مانده آنها نیز در طول زمان گم شد یا به سرقت رفت بنابر این تمام مطالبی که امروزه دربارهٔ این هقت پادشاه کفته می‌شود جای سؤال دارد. لیست پادشاهان نیز مشکوک است. گر چه آخرین آنها می‌تواند یک شخصیت واقعی باشد. بسیاری از تاریخ دانان معتقدند حدود یک قرن رم زیر نفوذ اتروسک‌ها بوده. در این دوره، پل پونس سابلیسیوس بر روی تیبر ساخته می‌شود؛ و همچنین بنای کلواکا ماکسیما. گفته می‌شود اتروسک‌ها مهندسین قابلی در ساخت این نوع بناها بوند. از نکته نظر فرهنگی و فنی بعد از یونانی‌ها اتروسک‌ها در توسعه مؤثر بودند. با توسعه به سمت جنوب اتروسک‌ها و یونانی‌ها مستقیماً با هم درگیر شدند؛ و در ابتدا اتروسکها بر کولونی‌های یونانی‌ها پیروز شدند. بعد از این اتروریا رو به اضمحلال رفت. با استقاده از این موقعیت رم حوالی ۵۰۰ پ. م استقلال خود را بازیافت. همچنین تک پادشاهی جای خود را به حکومت جمهوری بر پایه سنا می‌دهد، که از اشرافزادگان شهر تشکیل می‌شد؛ که ضامن مشارکت بیشترافراد آزاد شهر بود؛ و سالانه حاکمان را انتخاب می‌کردند. اتروسک‌ها آخرین نفوذهای خود را به عنوان اقوامی برتر از دست دادن و در جامعه روم ادغام گردیدند. رومی‌ها ساخت معابد را از اتروسک‌ها یادگرفته بودند، شاید پرستش خدایان سه‌گانه ژونو، مینروا، و ژوپیتر را از خدایان اتروسک‌ها اونی، منروا و تینیا فراگرفته باشند. روم ابتدا یک شهر لاتینی بود. کاملاً اتروسکی نشد؛ و شواهد نشان می‌دهد رومی‌ها عمدتاً توسط تجارت تحت تأثیر شهرهای یونانی جنوب ایتالیا قرار داشتند.

## جمهوری روم

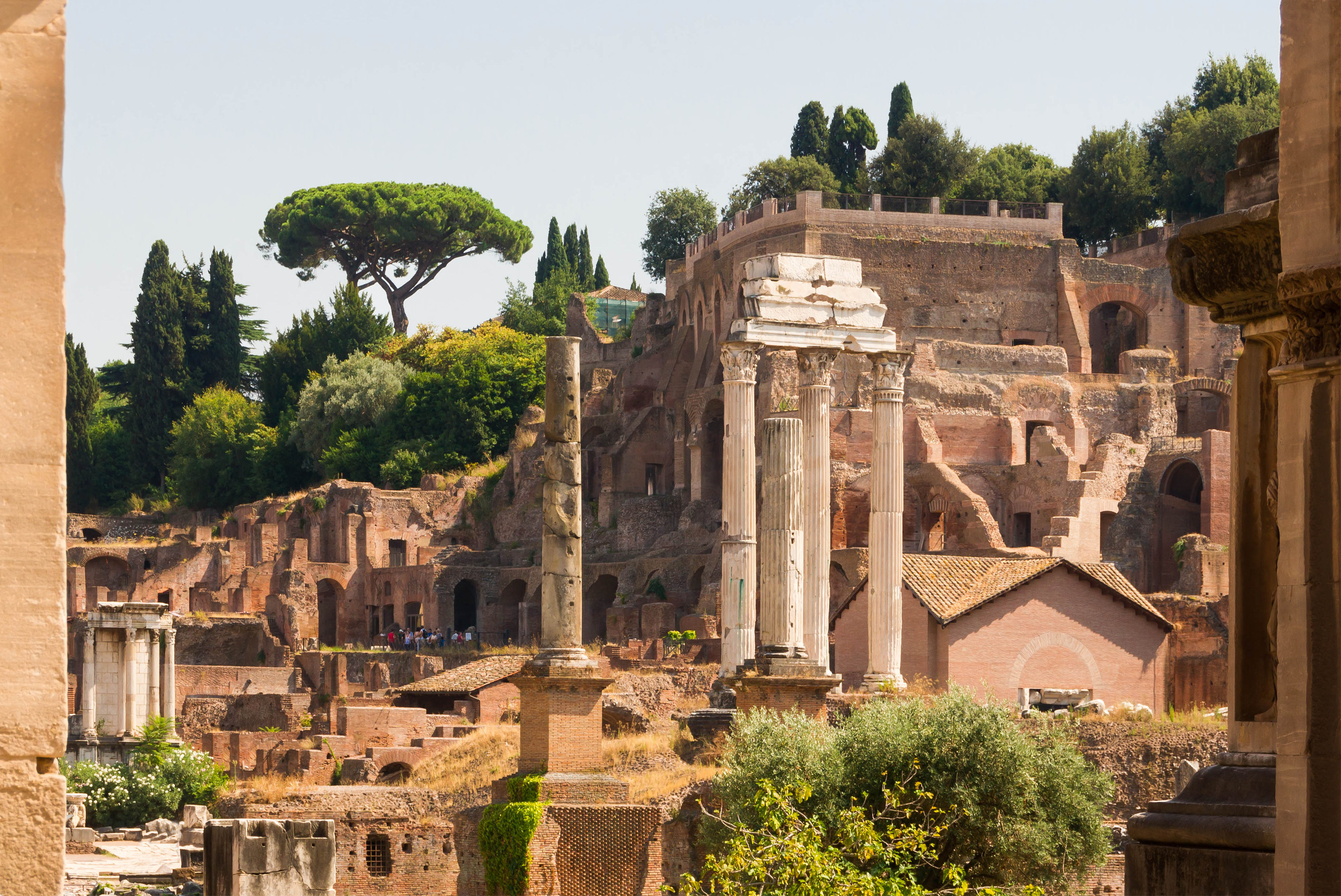
فروم رم

به صورت سنتی تاریخ جمهوری روم از ۵۰۹ تا ۲۷ پ. م می‌باشد، در مقابله با تهاجم سابین‌ها، رومی‌ها با شهرهای لاتین نشین متحد می‌شوند. با پیروزی در نبرد دریاچه ریجیلوس در ۴۹۳پ. م، بر شهرهای لاتین نشین برتری پیدامیکند. این واقعه بعد از فروپاشی نظام سلطنی بوقوع می‌پیوندد. در ۳۹۴پ. م رومی‌ها در مناطق وولسی و آئکویی به پیروزی رسیدند. آنها همچنین بر همسایگان اتروسکی در وی پیروز شدند. قدرت اتروسک‌ها اکنون محدود به اتروری می‌شد و شهر روم قدرت اصلی در لاتیوم بود. در اواخر قرن ششم پ. م کارتاژ نیز از راه دریا روم را تهدید می‌کرد؛ و مشکلاتی برای کشتیرانی و تجارت بین شهرهای ایتالیا ایجاد کرده بود. دشمنان اولیه روم که در تپه‌های نزدیک زندگی میکرند، ولسینزها، اکوئی‌ها، و اتروسک‌ها بودند. باگذشت زمان که قلمرو رومی‌ها بیشتر می‌شود سر و کله دشمنان جدیدی نیز پیدا می‌شود. وهشتناکترینشان گل‌ها بودند. مردمانی پراکنده که بیشتر اروپای شمالی که امروزه شامل شمال و شرق مرکز ایتالیا می‌شوند در کنترل داشتند. در ۳۸۷قبایل سنونس‌ها از شرق ایتالیا به رهبری برونوس در جنگ آلیا در اتروریا رومی‌ها را شکست دادند؛ و روم را غارت و سوزاندند. چندین سند به دست آمده آن دوران نشان می‌دهد، سنونس امیدوار بود روم را به علت شکستن بی‌طرفی اش در اتروریا مجازات کند. سنونس بدون اینکه به سرزمین‌های اطراف آسیبی برساند سپاه خود را ۱۲۰ کیلومتربه سمت روم پیش می‌راند و بعد از غارت، سنونس روم را ترک می‌کند. پس از آن بزودی دیکتاتور فوریوس کامیلوس در توسکالوم، برونوس را شکست می‌دهد. بعد از این واقعه روم با عجله بناهایش را باز سازی می‌کند و آماده حمله می‌شود. در جنگی علیه اتروسک‌ها مناطقی از گل را در شمال از آنها به تصرف درمیآور. بعد از ۳۴۵پ. م علیه دیگر لاتین‌ها به سمت جنوب حرکت می‌کند. دشمنان اصلی آنها سامنیت‌هایی بودند که در ۳۲۱پ. م با پیشدستی در جنگ کادین فورک لژیون‌های رومی‌ها را در دام انداختند. علی‌رغم این شکست و بقیه عقب‌نشینی‌ها، رومی‌ها تا سال ۲۹۰ متناوباً پیشرفت کردنده و کنترل نیمی از شبه جزیره ایتالیا را در دست گرفتند. در قرن سوم پیش از میلاد روم با جنگهای بی پایان شهرهای یونانی جنوب شبه جزیره ایتالیا را هم زیر کنترل خود درآورد. (از ابتدای جمهوری روم تا شروع امپراتوری درهای معبد ژانوس فقط دو بار بسته شد. بازبودن درهای این معبد به این معنی بود که روم در جنگ می‌باشد) روم می‌باید با بحران‌های جدی ای روبرو می‌شد، بحران نزاع فرمانروایی، نزاع میان پلبینها (عوام) و پاتریسین‌ها (اشراف) در جمهوری روم تلاشی بود از طرف پلب‌ها برای کسب تساوی با پاتریس‌ها. این نزاع در پیشرفت قانون اساسی روم نقش مهمی بازی می‌کرد. نزاع میان پاتریسین‌ها و پلب‌ها از ۴۹۴پ. م با شروع جمهوری روم شروع می‌شود. زمانی که روم با دوتا از قبایل همسایه در جنگ بود پلب‌ها از شهر خارج شدند (اولین جدایی پلب‌ها). این جدایی موجب تأسیس تریبون پلب‌ها شد، با به دست آمدن اولین دست‌آورد پلب ها بنابر تاریخ مرسوم روم در ۵۰۹ جمهوری می‌شود. در هر حال چند قرن طول می‌کشد تا رم شهری بزرگ گردد. در قرن سوم پ. م رم شهری مهم در شبه جزیره ایتالیا می‌شود. در طول جنگ‌های پونی بین روم و بزرگ‌ترین امپراتوری مدیترانه کارتاژ، (از ۲۶۴ تا ۱۴۶ پ. م)، موقعیت روم هرچه بیشتر پیشرفت می‌کند و برای اولین بار به تسلط کامل دریایی نایل می‌شود. با شروع قرن دوم پ. م، و یورش برده‌ها از سرزمین‌های مفتوحه به زمین‌های موروثی کشاورزان رم، برده‌ها سهم زیادی از جمعیت ایتالیا را تشکیل می‌دادند. برده‌ها در زمینهای کشاورزی که لاتیفوندا نام راشت به کار گرفته می‌شدند. پیروزی بر کارتاژ در اولین جنگ پونی برای اولین بار دو استان را خارج از ایتالیا برای روم به ارمغان آورد، سیسیل و ساردنی. به دنبال آن قسمتی از اسپانیا نیز به مستعمرات روم پیوست؛ و در ابتدای قرن دوم پ. م رومی‌ها امور یونان را نیز دردست داشتند. از آن به بعد تمام پادشاهی‌های یونان و دولت شهرهای یونان به علت جنگ‌های بی پایان و تکیه بر سربازان مزدور رو به اوفول نهاد. رومی‌ها به تمدن یونان با احساس تحسین نگاه می‌کردند؛ و یونانی‌ها نیز در مبارزات مدنی خود به دید هم پیمانان مفیدی به رومی‌ها نگاه می‌کردند. در کمتر از پنجاه سال تمام سرزمین اصلی یونان فرمانبردار می‌شود. در ۱۹۷ و۱۶۸ پ. م لژیون‌های روم دومرتبه فالانکس‌های مقدونیه را شکست دادند، نابودی شهر کورنت در ۱۴۶پ. م توسط کنسول رومی لوسیوس مومیوس پایانی می‌شود بر آزادی یونان. در همان سال روم شهر کارتاژ را نابود می‌کند و کارتاژ یکی از ایلات روم می‌شود. سال بعد روم به رهبری تیبریوس گراکوس مبارزات خود را در اسپانیا ادامه می‌دهد، و هنگامی که آخرین شاه پرگامون پادشاهی خود را به رومی‌ها تحویل می‌دهد به آسیا پا می‌گذارد.

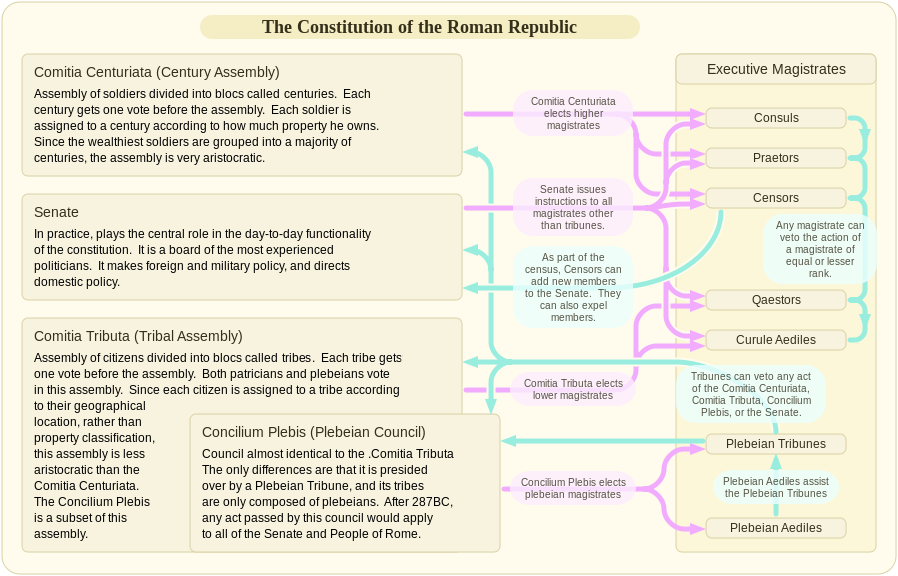
چارت سازمانی حکومت روم

آخر قرن دوم پ. م میلاد تهدید دیگری پیش می‌آید، هنگامی که قبایلی از ژرمن به نام‌های سیمبری و تئوتونس، از رود راین می‌گذرند و به سمت ایتالیا حرکت می‌کنند. گایوس ماریوس پنج مرتبه پشت سر هم به مقام کنسولی می‌رسد. در ۱۰۲و۱۰۱پ. م به دو پیروزی قطعی می‌رسد و اصلاحاتی در ارتش روم ایجاد می‌کند. چنان ساماندهی خوبی به آن بخشید که قرنها بدون تغییر باقی ماند. سی سال اول آخرین قرن قبل از میلاد شاهد یک سری از مشکلات داخلی بود که موجودیت جمهوری روم را به خطر می‌انداخت. جنگ‌های اجتماعی بین روم و متحدانش و شورش بردگان همه نزاع‌های سختی در داخل ایتالیا بوجود آورد. و رومی‌ها را وادار کرد تا سیاست خود را در رابطه با متحدان و رعایای خود تغییر دهند. هم چنان‌که روم به یک قدرت بزرگ تبدیل می‌گشت، ثروت فراوانی به صورت خراج غذا و نیروی انسانی و برده از ملل شکست خورده وارد روم می‌شد. متحدان روم از اینکه کنار رومی‌ها می‌جنگیدند و شهروند محسوب نمی‌شدند و سهم اندکی از این غنائم داشتند ناراضی بودند. اگرچه آنها جنگ را باخته بودند اما در نهایت به آنچه که می‌خواستند رسیدند؛ و در ابتدای قرن اول میلادی تمام ساکنان آزاد روم یک شهروند رومی محسوب می‌شدند. در هر صورت توسعه قدرت روم مشکلات جدیدی را ایجاد کرد؛ و تقاضاهای جدیدی را ایجاد کرد که سیستم قبلی جمهوری با انتخابات سالیانه اشراف و مشارکت‌هایی که در قدرت داشتند قابل به برآوردن آنها نبودند. دیکتاتوری سولا، فرماندهی غیر معمول پومپیی مگنوس، و تریوم ویرات اول آن تقاضاها را آشکار کرد. در ۴۹پ. م ژولیوس قیصر فاتح گل، لژیون‌های خود را درمقابل روم به حرکت درآورد. در سال بعد مخالفانش را در روم شکست می‌دهد و حاکم بلامنازع روم می‌شود. بعد از ترور او در ۴۹پ. م سنا می‌کوشد تا دوباره جمهوری را برقرار سازد، اما مارکوس بروتوس و گایوس کاسیوس از افسر قیصر مارک آنتونی و اوکتاویان پسر خواهر قیصر شکست می‌خورند. سالهای ۴۴ تا ۳۱پ. م سالهای مبارزات مارک آنتونی و اوکتاویان (بعداً به نام آگوستوس شناخته می‌شود) است. در نهایت در ۳۱پ. م در در منطقه آکتیوم طی نبرد دریایی اوکتاویان پیروز میدان و دیکتاتور و امپراتور روم می‌شود. این روز پایان جمهوری و شروع پرینکیپاته نامیده شد.

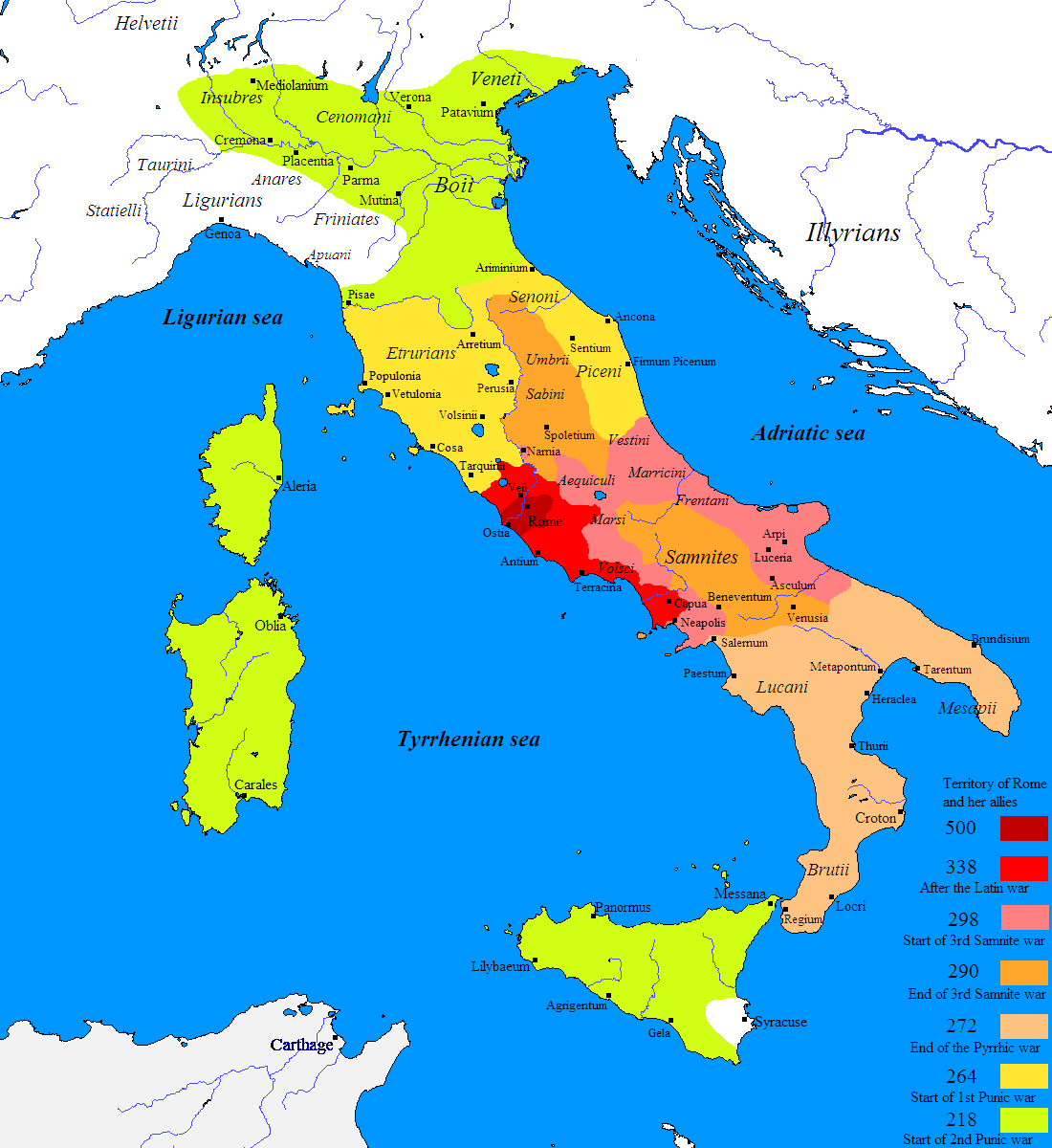
نقشه گسترش رم در ایتالیا

## امپراتوری روم
نوشتار اصبی امپراتوری روم

## امپراتوری اولیه

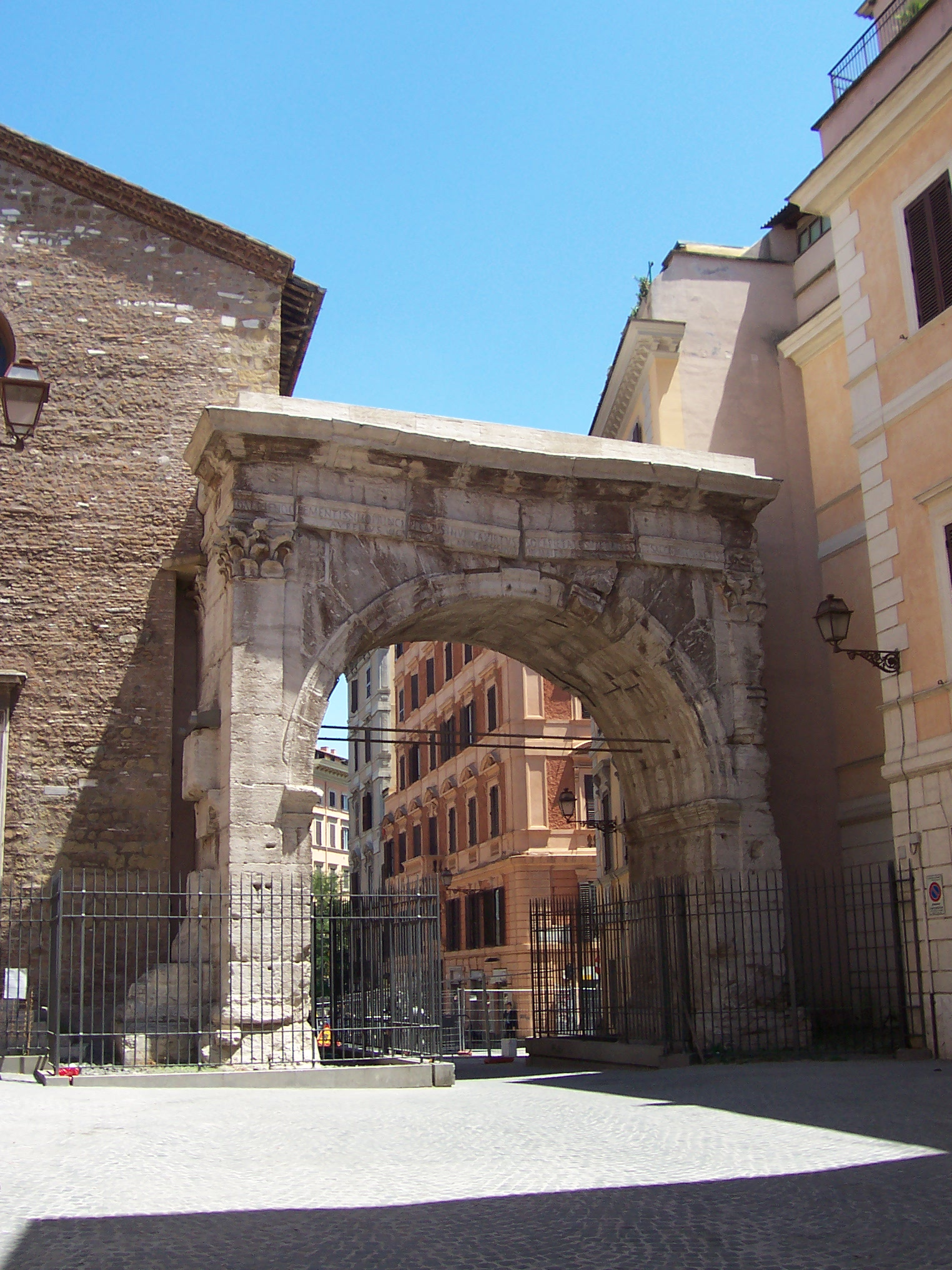
طاق نصرت گالینوس یکی از معدود بناهای باقی مانده از قرن سوم. دیوار دوطرف تخریب شده

با پایان گرفتن جمهوری، شهر روم به عظمتی رسید متناسب پایتخت امپراتوریی که بر تمام مدیترانه حکمرانی می‌کرد. جمعیت شهر بین ۴۵۰۰۰۰ تا ۳٫۵ میلیون نفر برآورد می‌شود. جمعیت ۱ تا ۲ میلیون میان تاریخ دانان بیشتر مورد تأیید است. این عظمت در زمان آگوستوس بیشتر شد، او پروژه‌های آگوستوس را تکمیل کرد و خود نیز بر آنها افزود، مانند فوروم آگوستوس، و آرا پاسیس. گفته می‌شود او رم را به صورت شهری از آجر تحویل گرفت و شهری از مرمر تحویل داد. جانشینان آگوستوس تلاش کردند تا با افزودن مشارکت‌های شخصی خود به شهر، تا حدودی از موفقیت وی الگوبرداری کنند. در زمان حکومت نرون بیشتر شهر را نابود کرد، ولی به طرق مختلف باعث شد ساخت و سازهای جدیدی در شهر انجام گیرد. از نظر اقتصادی رم در آن زمان شهری وابسطه به دولت بود. ۱۵ تا ۲۵ درصد از غلات آن توسط دولت مرکزی تأمین می‌شد. تجارت و صنعت در مقایسه با دیگر شهرها مانند اسکندریه نقش کمتری ایفا می‌کرد. این بدان معنی بود که روم برای حقظ جمعیت خود از نظر کالا و محصولات وابسته به شهرهای دیگر امپراتوری بود. این اکثراً با مالیات‌هایی که از دولت تأمین می‌کرد پرداخت می‌شد. اگر این مالیات به رم سرازیر نمی‌شد شهر بسیار کوچکتر می‌گردید. جمعیت رم بعد از گذشتن از اوج خود در قرن دوم به تدریج کاهش پیدا می‌کند. در انتهای قرن دوم در دوروران مارکوس آورلیوس، طاعون آنتونین ۲۰۰۰ نفر را در یک روز کشت. مارکوس آورلیوس در سال ۱۸۰می‌میرد. حکومت او آخرین پنج امپراتور خوب و پایان صلح رومی (پاکس رومانا) بود. پسر او کمودوس، تا سال ۱۷۷ م. یکی از دو امپراتور مشترک بود. با افول تدریجی قدرت روم غربی او قدرت کامل امپراتوری را در دست گرفت. هنگامی که دیوار آورلین ساخته شد(۲۷۳م) به ۵۰۰۰۰۰ تنزل کرده بود. در این زمان به دنبال فاجعه فوران آتش فشان مونت وسوویوس در ۷۹ م که شهر پومپی را ویران ساخت، گروهی از اشراف کنترل روم را در دست گرفتند.

## بحران قرن سوم
با شروع قرن سوم، وضعیت عوض می‌شود، بحران قرن سوم نشان دهنده وقایع و مشکلات امپراتوریی است که تقریباً نابود شذه بود. احساس خطری که به تازگی پیش آمده بود و خطر هجوم بربرها کاملاً از تصمیم امپراتور آورلیان برای ساخت دیواری که در سال ۲۷۳م پایان کرفت مشاهده می‌شود. دیوار غظیمی نزدیک به ۲۰ کیلومتر که دور پایتخت را احاطه کرده بود.
رم رسماً پایتخت امپراتوری باقی ماند، اما امپراتور کمتر و کمتر اوقات خودش را در آنجا سپری می‌کرد. در پایان قرن سوم اصلاحات سیاسی دیوکلتین، روم از نقش سنتی خودش به عنوان پایتخت امپراتوری محروم شد. پایتخت‌های بعدی روم غربی میلان یا راونا یاشهرهای گل بود. در ۳۳۰م کنستانتین اول دومین پایتخت را در کنستانتینوپل تأسیس کرد.

## مسیحیت
امپراتوران روم رفتار مشابهی با مسیحیان نداشتند. قانون یهودیان را از پرستش اپراتور معاف کرده بود؛ و مسیحیان که نخست با یهودیان مشتبه میشدن، از این امتیاز برخوردار بودند؛ ولی اعدام بطرس و بولس و، و سوزاندن مسیحیان برای روشن کردن مسابقات نرون این تسامح متقابل را به خصومت‌های دائم و جنگهای متناوب مبدل ساخت. مخالفت با مذهب جدید بیشتر از جانب مردم بود تا از جانب دولت. ظاهراً در قانون روم از زمان نرون اقرار به مسیحی بودن جرمی بزرگ بود، ولی در زمان بیشتر امپراتوران این قانون عمدتاً با تساهل به مورد اجرا گذاشته می‌شد. تراژان در پاسخ فرماندار محلی به نام پلینی نوشت." پلینی عزیز، طریقه ای که برای رسیدگی به کار کسانی که در نزد تو متهم به مسیحی بودن می‌شوند در پیش گرفته‌ای کاملاً بجا است… وقتی که علیه آنان اعلان جرم می‌شود و مجرم تشخیص داده می‌شوند باید مجازاتشان کرد ولی هنگامی که متهم منکر مسیحی بودن می‌شود، و این موضوع را با پرستیدن خدایان ما ثابت می‌کند باید او را بخشید. هرگونه اطلاعی که نام متهم کننده در آن ذکر نشده باشد نباید به عنوان مدرک علیه کسی پذیرفته شود. مسیحی متهم معمولاً می‌توانست با تقدیم کندر برای مجسمه امپراتور خود را خلاص کند. هادریانوس به کارگزارانش دستور داد که اصل برائت را در مورد مسیحیان رعایت کنند. آنتونیوس تعقیب و آزار بیشتری را مجاز دانست. در سمورنا مردم از فیلیپ که مسئول مسابقات و مراسم مذهبی در ایلات آسیای روم بود، خواستار اجرای قانون شدند، و او با کشتن یازده مسیحی در آمفی تئاتر این در خواست را اجابت کرد. سپس مردم خواستار اعدام اسقف پولوکارپوس شدند و چون حاضر به برگشت از عقیده خود نشد این پیرمرد هشتاد و شش ساله را زنده زنده در آتش سوزاندند. در زمان کومودوس از شکنجه و آزار کاسته شد.اسقف رم و تولز به قتل رسیدند ۲۵۰م. صدها تن از مسیحیان رومی در سیاه چالها، انباشته شدند، برخی دیگر را سر بریدند، اسقف تاراگونا را زنده زنده در آتش سوزاندند. در سال ۲۶۱، پس از اینکه ایرانیان والریانوس را از صحنه خارج کردند، گالیتوس نخستین فرمان تسامح مذهبی را منتشر ساخت، و آیین مسیح را به عنوان مذهب مجاز به رسمیت شناخت. طی چهل سال بعد تعقیب و آزار مختصری هنوز وجود داشت، ولی به‌طور کلی این دوره برای مسیحیت دهه‌های آرامش بیسابقه و گسترش سریع بود. ولی دوباره در زمان دیوکلتیانوس در ۳۰۳ هر چهار حکمران فرمان دادند همه کلیساهای مسیحی ویران گردد، همه کتاب‌های مسیحی سوزانده شود، و مسیحیانی که در یک اجتماع مذهبی دیده می‌شوند اعدام گردند.
مسیحیت بیش از آن گسترده شده بود که بتواند سرکوب شود، و در سال ۳۱۳ با فرمان میلان که به امضاء کنستانتین رسید مسیحیت در امپراتوری روم آزاد اعلام شد. کنستانتین یکم اولین امپراتور مسیحی می‌شود؛ و در ۳۸۰م تئودوسیوس اول مسیحیت را دین رسمی امپراتوری اعلام می‌کند. در زمان تئودوسیوس، زیارت معبد پاگان ممنوع می‌شود. آتش مقدس در معبد وستا خاموش می‌شود، و سکونت دوشیزگان وستال در معبد منحل می‌شود، و برای بعضی از مراسم بت پرستان همچون جادوگری و تفعل به پرندگان مجازات تعیین شد. تئودوسیوس بازگشت سمبل پیروزی Altar of Victory را به سنا ممنوع کرد. با پذیرش مسیحیت توسط اپراتور روم، رسماً طبق اعتقاد نامه تسالونیکا اسقف روم به شخصیت بالایی در امپراتوری غربی تبدیل شد. با افزایش نقش او در امپراتوری، روم پرستیژ تاریخی خود را نگاه می‌دارد، و این دوره آخرین موج فعالیت ساخت و ساز را شاهد بود. قبل از کنستانتین ماکسنتیوس ساختمانی شبه باسیلیکای او در فوروم را می‌سازد، خود کنستانتین طاق نصرت کنستانتین را بنا می‌کند. تا پیروزی خودش را جشن بگیرد. دیوکلتین بزرگ‌ترین حمام را می‌سازد.

## تهاجم ژرمن‌ها و فروپاشی امپراتوری غربی

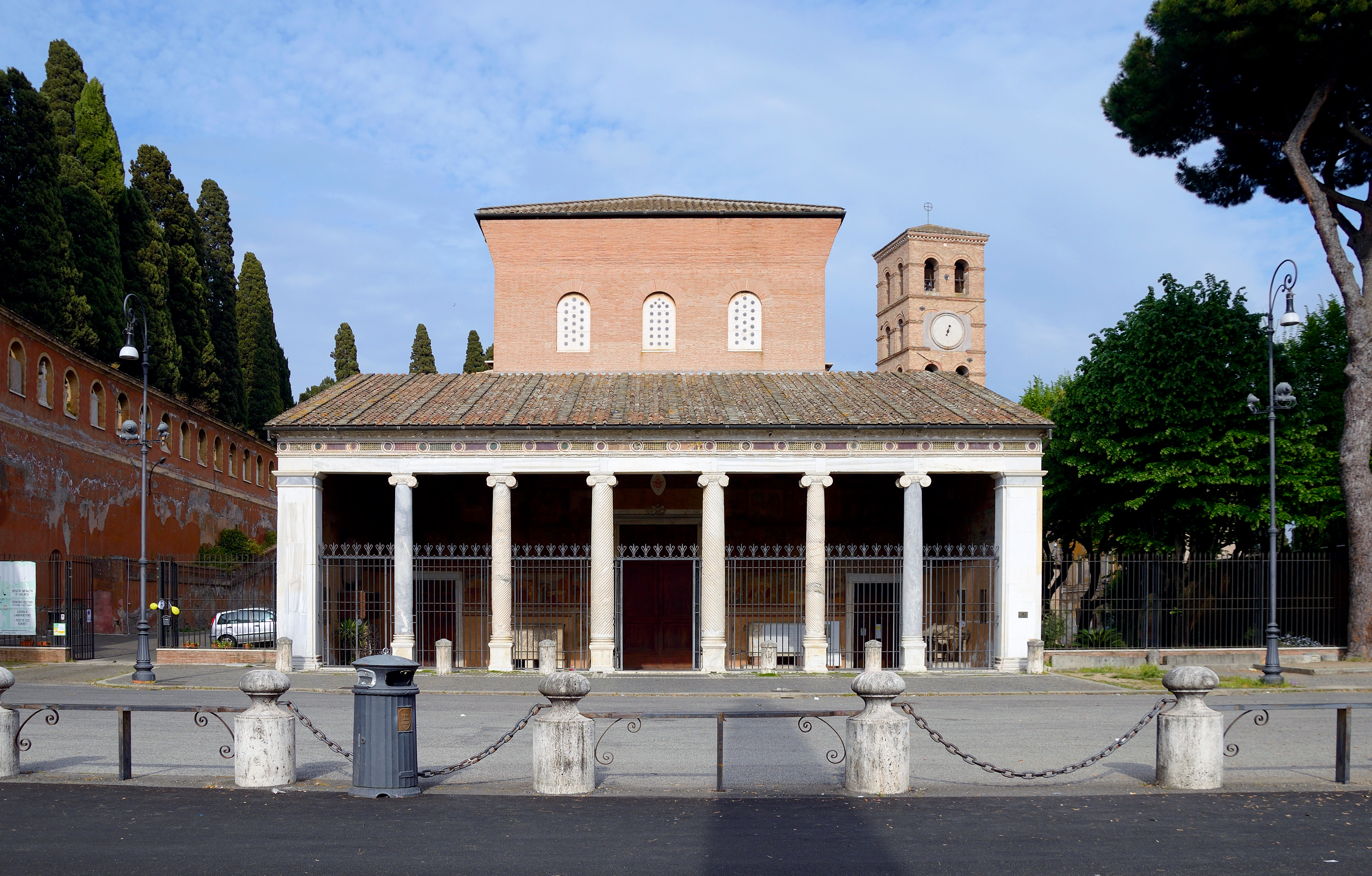
کلیسای قدیمی سنت لورنس. ساخته شده بر رو مقبره شهدا محبوب مردم.

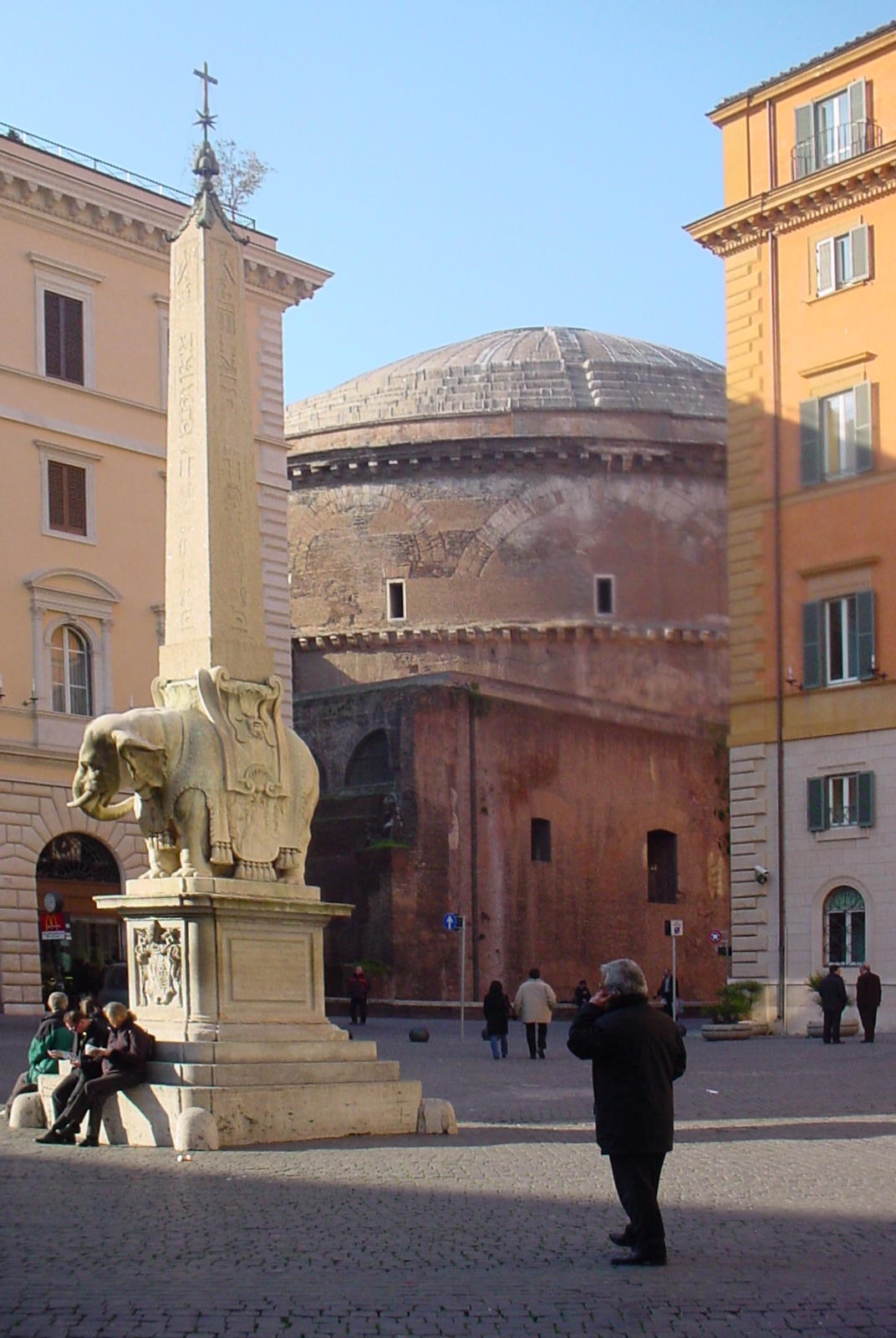
نمای جنوب شرقی پانتئون، معبدی که بعداً تبدیل به کلیسا شد.

روم هنوز یکی از پایگاه‌های قوی کفر بود که توسط اشراف و سناتورها اداره می‌شد. در هر صورت دیوار جدید نتوانست از هجوم آلاریک در ۴۱۰م و گایسریک در ۴۵۵م به شهر جلوگیری کند. ختی نتوانست از سربازان ژنرال ریسیمر که حقوقشان را نگرفته بودند جلوگیری کند۴۷۲ م. این اولین بار بود که روم پس از ۸۰۰ سال توسط دشمنان شکست می‌خورد. هجوم قبلی به روم در سال ۳۸۷پ. م توسط گلها و به رهبری برونوس انجام شده بود. به گفته سنت جروم، هجوم سال ۴۱۰م دلیل عمده سقوط امپراتوری روم می‌باشد؛ و به گفته Bethlehem شهری که تمام جهان را گرفت خودش اشغال شد. این هجوم تمام دنیای روم را در بحت و حیرت فرو برد. در هر صورت ممکن است دربارهٔ خسارتی که از هجوم پیش آمد اغراق شود. جمعیت از اواخرقرن چهارم به بعد شروع به نزول می‌کند، اگر چه نیمه‌های قرن پنجم به نظر می‌رسد رم بیشترین جمعیت را در بین دو قسمت امپراتوری دارا بود، جمعیت ساکن آن حدود ۶۵۰۰۰۰ نفر بود. این تقلیل جمعیت با اشغال استان‌های آفریقایی توسط واندال‌ها شدت گرفت. از نیمه قرن پنجم به بعد که دیگر غلات نمی‌توانست از آفریقا وارد ش بسیاری از ساکنان از شهر فرار کردند. در ابتدای قرن ششم جمعیت روم ممکن است کمتر از ۱۰۰۰۰۰ نفر باشد بسیاری از بناها توسط خود اهالی شهر نابود شدند، آنها سنگهای معابد را بردند و ختی مجسمه‌ها را سوزاندند تا آهک درست کنند و در خانه‌های شخصی استفاده کنند. علاوه بر آن بسیاری از کلیساها نیز به همین طریق ساخته شد. برای مثال اولین باسیلیکای سنت پیترز از بقایای میدان نرون ساخته شد. این نوع ساخت و ساز ویرانگر تا رنسانس در رم ادامه داشت. از قرن چهارم، امپراتوری قوانینی علیه برداشتن سنگها مخصوصاً مرمر از اماکن عمومی به تصویب رسید؛ ولی به لت نیازی که به باز سازی وجود داشت این قوانین در عمل بی اثر بود. بسیاری از کلیساهای جدید به راحتی از بقایای معابد کفر استفاده می‌کردند. حتی گاه خدایان و قهرمانان کفر را به قهرمانان مسحیت مطابق آن تغییر می‌دادند. در این مسیر، معبد رومولوس و رموس تبدیل به باسیلیکای دوقلو سنت کوسماس و دامیان می‌شود؛ و بعدها پانتئون، معبد تمام خدایان، تبدیل به کلیسای شهدا می‌شود.

## بازگشت روم شرقی
در ۴۸۰م آخرین امپراتور ژولیوس نپوس به قتل می‌رسد و اودوآکر ژنرال بربرها در برابر زنون امپراتور شرق اعلان تابعیت و وفاداری می‌کند. علی‌رغم اینکه اسماٌ به کنستانتینوپل اعلان وفاداری می‌شود، اودوآکر و بعد از او اوستروگوتها عملاً روم را به صورت خود مختار از راونا اداره می‌کردند. در همین احوال سنا اگر چه مدت‌ها دیگر قدرتی نداشت، توسط پاپ‌ها که معمولاً از اقوام سناتورها انتخاب می‌شدند، شروع به اداره خود رم کرد. این وضعیت ادامه داشت تا اینکه تئوداد شاه گوتها، لکه آمالاسونتا هم پیمان ژوستینیان را به قتل می‌رساند، ملکه ای گوتیک و دوستار روم که در ۵۳۵م قدرت را در دست می‌گیرد. ژوستینیان اول (حکومت ۵۲۷–۵۶۵)، این را بهانه قرار داد و نیروهای خود را به فرماندهی بالیساریوس به ایتالیا اعزام کرد. در سال بعد در ۵۳۶ شهر را به تصرف درمی‌آورد، و رومی‌های شرقی از شهر که به مدت یک سال توسط ارتش اوستروگوت‌ها به محاصره درآمده بود با موفقیت دفاع می‌کنند، و در نهایت راونا را نیز می‌گیرند. در هر صورت مقاومت گوت‌ها باقی ماند، و در ۵۴۶ اوستروکوتها به فرمان توتیلا دوباره رم را تصرف و غارت کردند.بلیساریوس به زودی رم را بازپس می‌گیرد، اما اوستروگوت‌ها دوباره آن را در ۵۴۹ اشغال می‌کنند. بعد از باسیلیوس نوبت نارسس می‌شود؛ و او در ۵۵۲ رم را برای همیشه از اوستروگوتها می‌گیرد، و به جنگ‌هایی که جنگ‌ها گوتیک خوانده می‌شود پایان می‌دهد. جنگ‌هایی که بین سال‌های ۵۳۰ و ۵۴۰ شهر را کاملاً ویران ساخت. به علت عدم بازسازی سیستم تخله آب زمین‌های پست به باتلاق تبدیل شده و در نیمه دوم قرن ۱۶خاکریزهای رود تیبر نیز رو به خرابی گذاشته بود. در این شرایط مالاریا گسترش پیدا می‌کند. کانال‌های آب به جزء یکی تعمیر نشده بودند. جمعیت بدون ورود غلات و روغن از سیسیل به کمتر از ۵۰۰۰۰ نفر رسید که در اطراف رود تیبر و کمپوس ماریوس ساکن بودند؛ و نواحی بی آب متروک شد. ژوستینیان اول بودجه ای برای ترمیم ساختمان‌های عمومی، پل‌ها، و کانال‌های آب اختصاص می‌دهد. اینها کافی نبود. او خود را حامی باقی مانده محققان، سخنوران، پزشکان و وکلا نشان می‌داد که امیدوار است در نهایت جوانان بیشتری به دنبال آموزش بهتر باشند. بعد از جنگها، سنا به ظاهر باز سازی شد، اما تحت نظارت شورای شهر و دیگر سازمان‌ها، و پاسخگو درمقابل مقامات روم شرقی که در راونا مستقر بودند. در هر صورت، پاپ یکی از شخصیت‌های مذهبی در تمام روم شرقی بود که درعمل از بقیه سناتورها و مقامات روم شرقی قدرتمند تر بود. عملاً قدرت محلی رم به پاپ رسیده بود؛ و در چند دهه بعد بیشتر پست‌های سناتورها و مقامات محلی روم شرقی جذب کلیسا شده بودند. از زمان حمله لومباردها به رهبری آلبوئین در زمان حکومت برادرزاده ژوستینیان و جانشینش ژوستین دوم (حکومت ۵۶۵–۵۷۵م) ایتالیا بود که فرمان می‌راند نه روم شرقی. با اشغال مناطق بنونتو، لومباردی، پیدمونت، اسپولتو، و توسکانی، مهاجمین عملاً امپراتوری را محدود کردند به جزیره ای که تعدادی شهرهای ساحلی دور آن را گرفته، شامل راونا، ناپل، و رم و منطقه ای که در آینده نام آن ونیز می‌شود. تنها شهر داخلی که در کنترل روم شرقی قرار می‌گیرد پروژا است؛ که مکرراً از راه خشکی میان رم و راونا مورد تهدید قرار می‌گرفت. در ۵۷۸م و دوباره در ۵۸۰، سنا در مقابل اقدامات دوک‌ها از تیبریوس دوم (حکومت ۵۷۸–۵۸۲) تقاضای کمک می‌کند. \s پس از او مائوریس (حکومت ۵۸۲–۶۰۲) جهت ادامه نبرد با دوکها با شیلدبرت دوم شاه اتریش (حکومت ۵۷۵–۵۹۵) هم پیمان می‌شود. ارتش فرانک‌ها در ۵۸۴و۵۸۵و۵۸۸و۵۹۰ به قلمرو لومباردها هجوم می‌کند. روم از فاجعه طغیان تیبر در ۵۸۹ و به دنبال آن طاعون ۵۹۰رنج می‌برد. پاپ گرگوری اول(۵۹۰–۶۰۴) بالای مقبره هادریان می‌رود و به نشانه پایان یافتن طاعون شمشیر آهنینی را در غلاف فرو می‌برد. به هرحال آگیلولف شاه جدید لومبارد (۵۹۰–۶۱۶)، ترتیب صلح با شیلدبرت دوم را می‌دهد، و خود را دوباره سازماندهی می‌کند تا عملیاتش را علیه ناپل و رم در ۵۹۲ از سر بگیرد. در شرایطی که امپراتور گرفتار جنگ در مرزهای شرقی و مناطق خودمختار بود و نمی‌توانست روم را در مقابل تهاجمات حفظ کند، پاپ گرگوری دست به ابتکار مذاکره صلح می‌زند؛ و در ۵۹۸ این مذاکرات تکمیل می‌شود. موقعیت اسقف رم با قدرت گرفتن امپراتور فوکاس (حکومت ۶۰۲–۶۱۰) بیشتر می‌شود. فوکاس قدرت اسقف رم را بالاتر از قانون تفوق دینی کنستانتینوپل که تا آن موقع جاری بود قرار داد؛ و حتی دستور تفوق پاپ بونی فاس سوم(۶۰۷) بر تمام کلیساها را صادر کرد. او همچنین پانتئون را که قرن‌ها بسته بود به پاپ واگذار کرد، و بدین ترتیب احتمالاً از خرابی محفوظ ماند. در طول قرن هفتم، نفوذ مقامات بیزانس و اصحاب کلیسا از تمام نقاط باعث شد هم اریستوکراسی محلی و هم مقامات کلیسا به طرز گسترده‌ای به زبان یونانی صحبت کنند. جمعیت رم به ۹۰۰۰۰ رسید یازده پاپ از سیزده یاپ بین سالهای ۶۷۸ تا ۷۵۲ یونانی‌های سوریه ای‌تبار بودند. به هر حال مشترکات قوی فرهنگ رومی و بیزانسی باعث هماهنگی رم و بیزانس نشد. در مشاچرات دربارهٔ یگانگی شخصیت عیسی مسیح (ع)، تغییر موضع دینی کنستانتینوپل، پاپ را در فشار قرار می‌داد؛ و گاهی این فشار فراتر از مباحثات لفظی بود. در ۶۵۳ پاپ مارتین یکم به کنستانتینوپل تبعید می‌شود و بعد از یک محاکمه نمایشی به شبه جزیره کریمه تبعید و در آنجا می‌میرد. سپس در ۶۶۳ کنستانس دوم بعد از دو قرن اولین امپراتوری بود که از رم بازدید می‌کرد. بعد از جنگ‌های گوتیک بازدید این امپراتور بدترین فاجعه بود. امپراتور، رم را از فلزات تخلیه می‌کند، که شامل آنچه در ساختمان‌ها و مجسمه‌ها نیز می‌شد، تا برای جنگ با ساراسنها اسلحه بسازد. در هر حال در نیمه بعدی قرن، رم و مقامات پاپی ترجیح می‌دادند حکومت بیزانس در روم برقرار باشد تا قسمتی به این دلیل که قدرت جانشین لومباردها بودند و قسمتی هم به این دلیل که مواد غذایی رم تا حد زیادی از ایالات پاپی می‌آمد که در تمام امپراتور مخصوصاً در سیسیل گسترده بود.

## روم قرون وسطی
| جدول زمانی روم |                                                                                 |
| روم قرون وسطی  |                                                                                 |
| ۷۷۲            | لومباردها تا حدی بر رم تسلط پیدا می‌کنند اما شارلمانی سال بعد شهر را آزاد می‌کند. |
| ۸۰۰            | شارلمانی به عنوان امپراتور مقدس روم در باسیلیکای سنت پترو تاجگذاری می‌کند.       |
| ۸۴۶            | سارسنها به سنت پیتر هجوم می‌آورند.                                               |
| ۸۵۲            | دیوار لئونین ساخته می‌شود                                                        |
| ۹۶۲            | اوتو اول توسط پاپ ژان دوازدهم تاج گذاری می‌شود.                                  |
| ۱۰۰۰           | امپراتور اوتو سوم و پاپ سیلوستر دوم                                             |
| ۱۰۸۴           | نورمن‌ها رم را غارت می‌کنند.                                                      |
| ۱۱۴۴           | ساخت اتحاد روم                                                                  |
| ۱۳۰۰           | اولین عفو عمومی توسط پاپ بونی فاس هشتم                                          |
| ۱۳۰۳           | تاسیس دانشگاه روم                                                               |
| ۱۳۰۹           | پاپ کلمنس پنجم سریر مقس (موقعیت قانونی پاپ) را به آوینیون منتقل کرد             |
| ۱۳۴۷           | رینزو خود را تریبون می‌نامد.                                                     |
| ۱۳۷۷           | پاپ گرگوری یازدهم سریر مقدس را به رم برمی‌گرداند.                                |

## جدایی از کنستانتینوپل و تشکیل ایالات پاپی
در ۷۲۷پاپ گرگوری دوم از پذیسرش فرمان شمایل‌شکنی امپراتور لئو سوم خودداری می‌کند. لئو نیروهای خود را به راونا می‌فرستد ولی آنها توسط لومباردها به عقب رانده می‌شوند. در۷۳۱ توسط گریگوری سوم شورایی در سنت پیتر فراخوانده شد تا شمایل شکنی را تکفیر کند. امپراتور با مصادره ایالات پاپی سیسیل و کالابریا و انتقال مناطقی که قبلاً توسط پاپ اداره می‌شد به نماینده کنستانتینوپل عکس العمل نشان داد. علی‌رغم این کشمکش‌ها گرگوری سوم هرگز کمک‌های خودش را به امپراتوری در مقابل خطرات دشمنان خارجی قطع نکرد. در این دوره پادشاهی لومبارد بر رهبری شاه لیوتپرند احیا می‌شود. در ۷۳۰ او حومه روم را به علت حمایت پاپ از دوک اسپولتو ویران کرد. گر چه شهر با دیوار بزرگ حفاظت می‌شد، پاپ توانست اقدام کمی علیه شاه لومبارد انجام دهد. پاپ ترتیبی داد تا با بیزانتین هم پیمان شود. به حمایت کننده‌های دیگری هم نیاز بود. گرگوری سوم اولین پاپی بود که از پادشاهی فرانک‌ها تقاضای کمک می‌کرد و این اتفاق بعداً در زمان شارل مارتل نیز تکرار شد۷۳۹م. حتی آیستولف جانشین لیوت پرند تهاجمی تر عمل کرد او فرارا و راونا را فتح کرد و نایب اسلطنه راونا را منحل و روم شاهد قربانی بعدی اش شد. در ۷۵۴ پاپ استفن دوم به فرانسه می‌رود تا پیپین جوان را به عنوان طرفدار روم، شاه فرانک‌ها اعلان کند. در همان سال شاه و پاپ پشت کوه‌های آلپ آیستوف را در پاویا شکست دادند. وقتی پیپین به سنت دنیس برمیگردد. آیستوف قولی نمی‌دهد و در ۷۵۶ روم را ۵۶ روز محاصره می‌کند. وقتی خبر حرکت پیپین به ایتالیا به لومباردها می‌رسد آنها به شمال بازمی‌گردند. این بار موافقت می‌کند که به پاب ایالاتی را که قول داده بود بدهد، و بدین ترتیب ایالات پاپی متولد می‌شود. در ۷۷۱ دسیدریوس شاه جدید لومباردها طرحی می‌ریزد که با یک زیارت ساختگی رم را فتح کند و پاپ استفان سوم را دستگیرکند. همدست او پائولوس آفیارتا رئیس حزب لومبارد در داخل شهر بود. او در ۷۷۲ رم را فتح کرد اما شارلمانی را عصبانی کرد. به هرحال توطئه با شکست مواجه می‌شود و پاپ هادریان اول جانشین استفن از شارلمانی علیه دزیدریوس شاه لومباردها کمک می‌خواهد و در نهایت در ۷۷۳ اورا شکست می‌دهد. پادشاهی لومبارد دیگر وجود نداشت، و اکنون روم وارد مرحله سیاسی بزرگتر و جدیدی می‌شود.

## شکل‌گیری روم مقدس

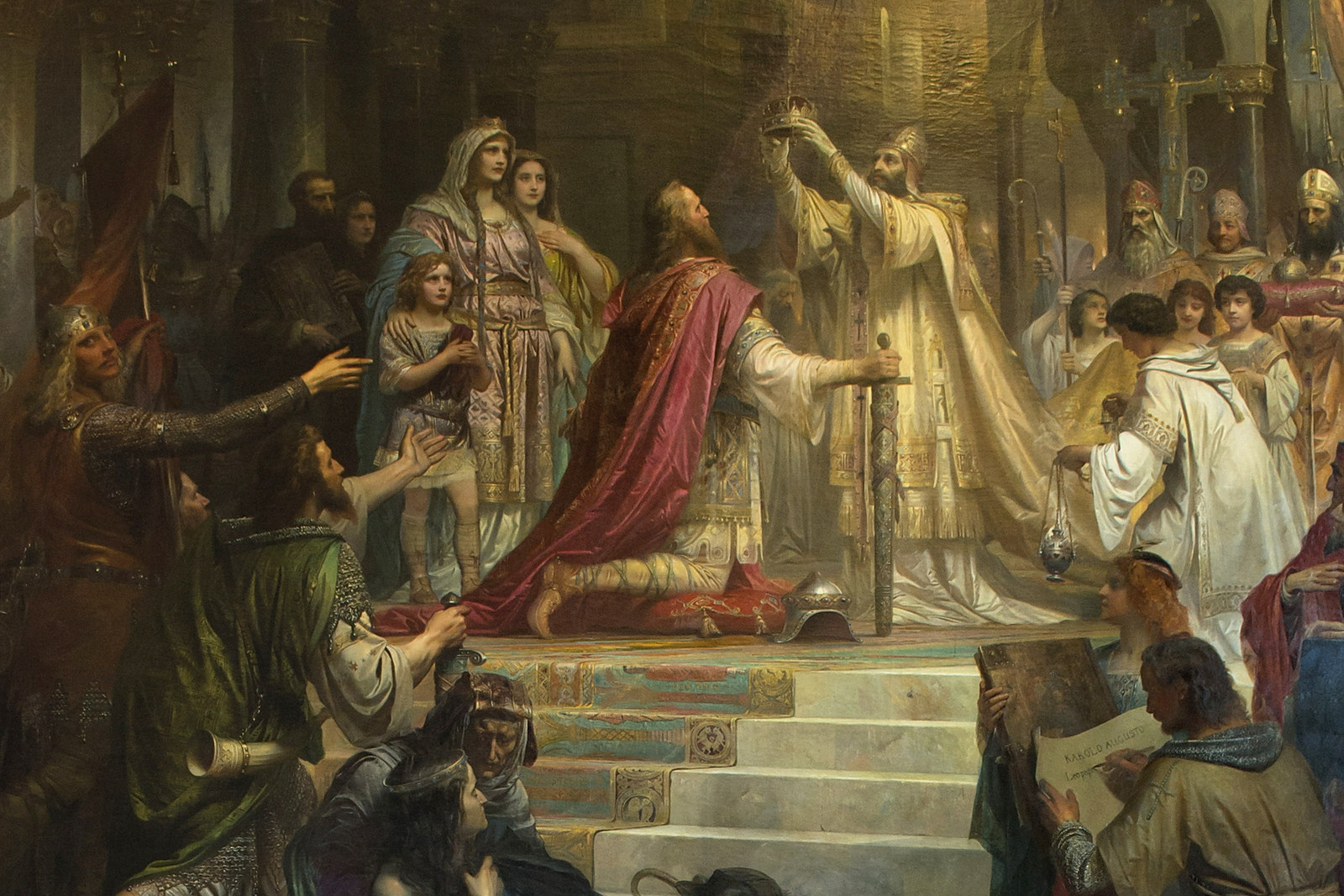
تاج گذاری شارلمانی توسط پاپ لئون سوم. شروع امپراتوری مقدس روم

در ۷۹۹ پاپ جدید لئو سوم راه‌پیمایی سنتی را از ساختمان لاتران به کلیسای سنت لورنزو در لوسینا رهبری کرد. دو تن که ضعف پاپ را در مقابل شارلمانی دوست نداشتند، با حمله به راهپیمایی زخم کشنده ای به پاپ وارد کردند ولی پاپ جان سالم به در برد. در ۸۰۰م لئو به پادشاه فرانک‌ها پناهنده می‌شود سپس شاه با ارتش قوی و کشیش‌های فرانسوی وارد رم می‌شود. او محکمه ای تشکیل می‌دهد که تصمیم بگیر آیا لئو سوم پاپ باقی بماند یا نه. این محاکمه به هر حال قسمتی از سلسله وقایعی بود که در نهایت جهان را متعجب کرد. پاپ رسمیت پیدا می‌کند و حمله کننده‌ها تبعید می‌شوند. در ۸۰۰ م پاپ لئو سوم در باسیلیکای سنت پیتر شارلمانی تاجگذاری می‌کند و او را امپراتور مقس لقب می‌دهد. با این عمل رم برای همیشه حمایت کنستانتینوپل را از دست می‌دهد؛ و در عوض رقیبی برای خود می‌سازد که بعد از یک سری جنگ‌ها شارلمانی بر بیشتر فلمرو امپراتور ی غربی مسلط می‌شود. بعد از مرگ شارلمانی نبود افرادی همچون او باعث کردید در سازمان جدید اختلاف نظر بیفتد. در همان حال کلیسای جهانی رم باید با منافع غیر روحانی خود شهر هم روبرو می‌شد. رومی‌ها، هرچند فقیر و فروتن، دوباره حق انتخاب امپراتور غربی را دارا شدند. سند مشهور جعلی به نام دهش قسطنتین که در اسناد پاپی تهیه شده بود، قلمرو پاپی را که از راونا تا گائتا گسترده بود تضمین می‌کرد. این فرمان ظاهراً مزاحم رم محسوب می‌شد، اما اغلب در حد بالایی روی آن بحث می‌شد، و با گذشت قرنها، تنها پاپ‌های قوی می‌توانستند آن را ادعا کنند. عامل اصلی ضعف دستگاه پاپی در داخل شهر تغییر دائمی پاپ‌ها بود. خانواده‌های اشراف کوشش می‌کردند به نفع خودشان رهبری را در دست گیرند. قدرت‌های همجوار به نام دوک نشین اسپولتو و توسکانا، یادگرفتند چگونه از ضعف داخلی استفاده کنند و با نقش داوری و حکمیت به دنبال منافع شخصی خودشان باشند. در این دوره روم در عمل طعمه بی نظمی‌ها بود. جمعیت خشمگین پیکر مرده پاپ فورموسوس را نبش قبر کرده و محاکمه کردند

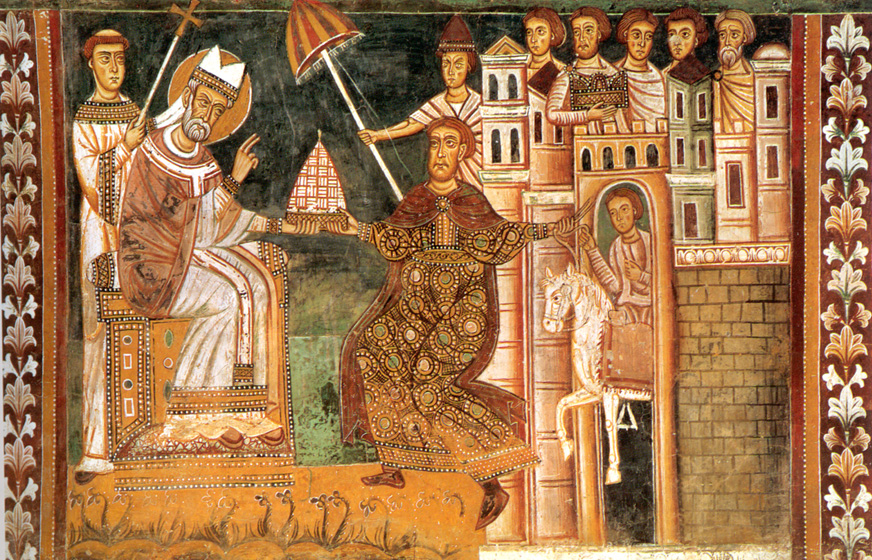
نقاشی دیواری قرن ۱۳ پاپ سیلوستر و کنستانتین. نشان دهنده دهش قسطنتین ادعا شده.

## مجمع رم

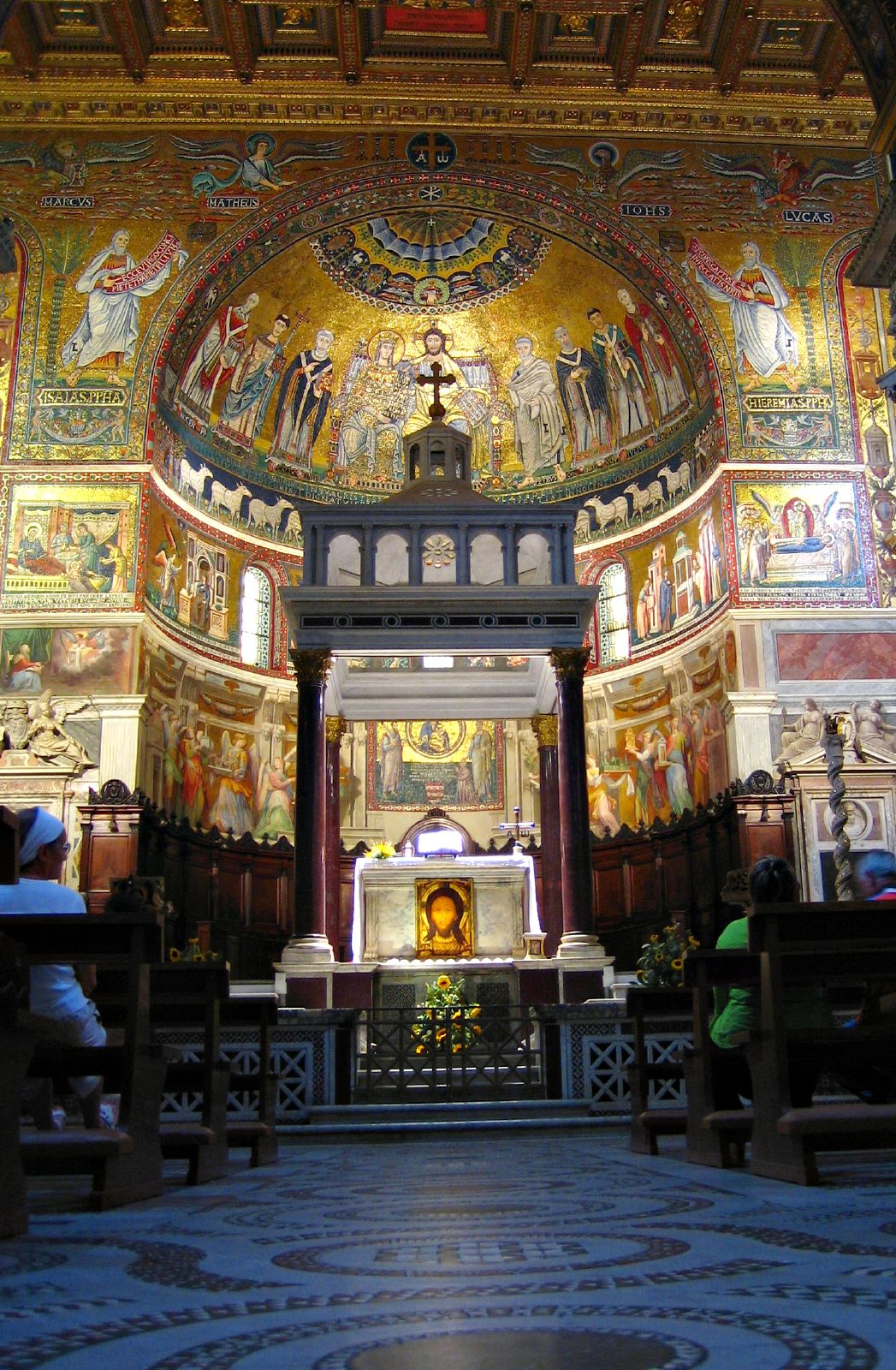
کلیسای سانتا ماریا، یکی از زیباترین کلیساهای قرون وسطی، تراستور رم

از ۱۰۴۸ تا ۱۲۵۷ پاپ‌ها با نزاع‌های فزاینده ای میان رهبرهای سیاسی و کلیساهای روم مقدس و امپراتوری بیزانس روبرو بودند. این نزاع در نهایت منجر به طرح جدایی کلیسای شرق و غرب می‌شود، کلیسای کاتولیک در غرب و کلیسای اورتودوکس در شرق. از ۱۲۵۷ تا ۱۳۷۷پاپ اگرچه اسقف رم بود ولی در شهرهای ویتربو، اورویتو، پروژیا و بعداً آوینون نیز ساکن شد. به دنبال طرح جدایی کلیسای شرق و غرب پاپ از آوینون به رم بازمی‌گردد. در این دوره بازساری کلیسا زوار و مطران‌ها (اسقف اعظم) را از دنیای مسیحیت به رم جذب می‌کرد؛ و به همراه آنان پول‌هایشان، حتی با جمعیت ۳۰۰۰۰ و با حضور یک بروکراسی دولتی رم دوباره به شهری مصرفی مبدل می‌گردد. در همان حال شهرهای خودمختار ایتالیا در حال افزایش بودند. عمده خود مختاری‌ها به وسیله خانواده‌های پیشه وران و تجاری بود که جایگزین اشرافیت قبلی شدند. بعد از غارت روم توسط نرمن‌ها در سال ۱۰۸۴، باز سازی شهر با حمایت خانواده‌های قدرتمندی مانند خانواده فراجیپان و پیر لئونی صورت می‌گیرد؛ که ثروتشان بیشتر از راه تجارت و بانکداری به دست آمده بود نه از زمین‌داری. با الهام از شهرهای اطراف مانند تیوولی و میتربو، مردم رم به فکر تشکیل مجامع مشترک و کسب آزادی قابل توجهی در مقابل اقتدار پاپ افتادند. در ۱۱۴۳با رهبری جوردانو پیرلئونی علیه آریستو کراسی و حکومت کلیسا شورشی برپا شد. درمیان مواعظ کشیش آرنالدو و مخالف سرسخت با مالکیت کلیسایی و دخالت کلیسا در امور جاری، سنا و جمهوری روم با نام مجمع رم دوباره متولد شد. شورشی که منجر به تشکیل مجمع رم شد تا ۱۱۵۵ ادامه داشت. سنای جدید برای بقای خودش مجبور بود سخت کار کند. با سیاستی دوپهلو که میان حمایت از پاپ و امپراتوری مقدس بسته به وصع سیاسی دررفت‌وآمد بود. در ۱۱۶۷ در مونتپوریزو در جنگ با توسکالوم، سربازان روم از نیروهای امپراتوری فردریک بارباروسا شکست می‌خورند. از شانس خوب، دشمنان پیروز گرفتار طاعون می‌شوند و رم در امان می‌ماند. در ۱۱۸۸ این مجمع جدید توسط پاپ کلمنت سوم به رسمیت شناخته می‌شود. در حالی که ۵۶ نفر از سناتورها تابع پاپ بودند پاپ باید پول زیادی به کارمندان مجمع می‌پرداخت. سنا همیشه در اجرای کارهایش دچار مشکل بود، گاهی یک سناتور مسند قدرت را در دست می‌گرفت و منجر به دیکتاتوری می‌شد که کمکی به استحکام این مجمع تازه تأسیس نمی‌کرد.

## گلف‌ها و گیبلین‌ها

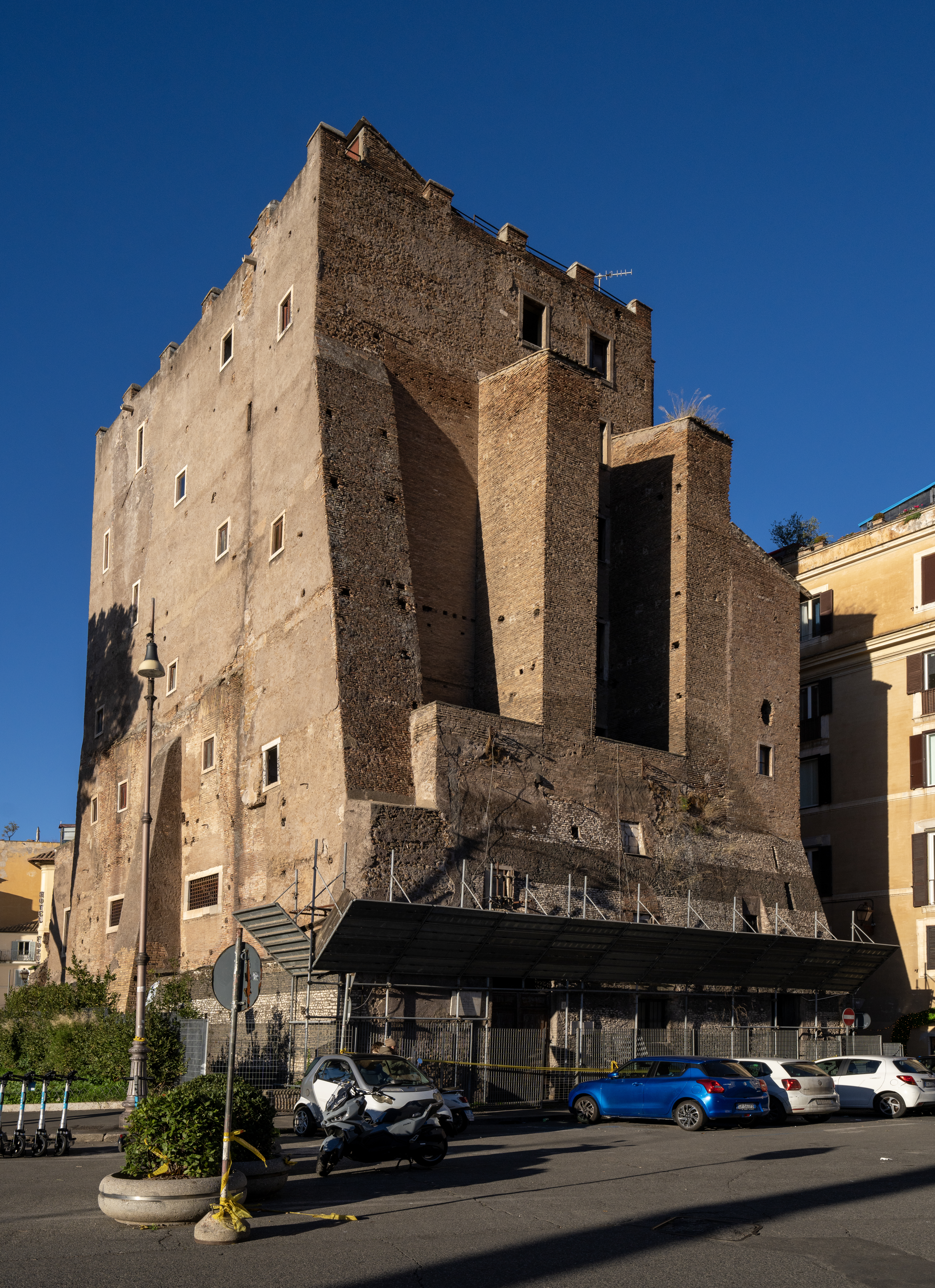
یکی از برج‌های باقی مانده از خانواده‌های اشراف رم. امروزه یک سوم از برج باقی مانده‌است.

گلف‌ها احزاب طرفدار پاپ و گیبلین‌ها نام احزاب طرفدار امپراتور روم مقدس بود در قرن ۱۲ و ۱۳ رقابت میان این دو گروه مشخصه بارز سیاست‌های قرون وسطی در دولت شهرهای مرکزی و شمالی ایتالیا بود. در سال ۱۲۰۴ درگیری بین خانواده پاپ اینوسنت سوم و رقبایش خانواده قدرتمند اورسینی منجر به شورش در شهر شد. شعله‌های آتش دوباره خیابان‌های رم را فرا گرفت. دو طرف از درون استحکاماتشان به کمک ماشین آلات خود بسیاری از ساختمان‌های قدیمی یکدیگد را نابود کردند. در نزاع میان پاپ وامپراتور فردریک دوم، و همچنین شاه ناپل و سیسیل، گیبلین‌ها به طرفداری روم و امپراتور وارد میدان شدند. فردریک دوم تجهیزات و نفراتی را به نفع آنها به مجمع رم ارسال می‌کند. در آن سال در شورشی دیگر علیه پاپ، رومی‌های به رهبری سناتور لوکا ساولی ساختمان‌های لاتران را که به کلیسا تعلق داشت غارت کردند. ساولی برادر زاده پاپ هونوریوس سوم و پدر هونوریوس چهارم بود. اما در آن سالها وابستگی‌های فامیلی اغلب مشخص کننده جناح سیاسی نبود. وهرگز رم مانند شهرهای فلورانس و سینا ومیلان به خودمختاری و ثبات نرسید. به علل نزاع‌های بی پایان میان خانواده‌های اشراف (ساولی، اورسینی، کولونا، آنی بالدی)، موضع مبهم پاپ، غرور جمعیتی که هرگز رؤیای شکوه گذشته را فراموش نکرده و از طرفی در فکر منافع آنی خود بودند، و ضعف ادارات جمهوری، شهر از تمام امکانات آن محروم شده بود. به تقلید از مجامع موفق تر، در ۱۲۵۲ مردم سناتوری خارجی به نام بولوگونس را انتخاب کردند. وی برای آوردن صلح به شهر قدرتمندترین اشراف شهر را وادار کرد تا ۱۴۰ برج و بارو که در شهر داشتند تخریب کنند؛ و با الهام از قوانین شمال ایتالیا قوانینی را به تصویب رساند. بولوگونس آدم قویی بود ولی در ۱۲۵۸ می‌میرد و تقریباً هیچ‌کدام از اصلاحاتش جامع عمل نمی‌پوشد. پنج سال بعد شاه ناپل چارلز یکم سناتور می‌شود. او فقط در ۱۲۶۵ وارد شهر می‌شود اما بزودی مجبور می‌شود با کنرادین وارث دودمان هوئنس تافن روبرو شود، او آمده بود تا حقوق خانوادگی خودش را از جنوب ایتالیا مطالبه کند و شهر را ترک گوید. بعد از ۱۲۶۵ روم دوباره تبدیل به جمهوری دموکراتیک می‌شود و هنری اهل کاستیل به سناتوری انتخاب می‌شود. اما کنرادین و حزب گیبلین در جنگ تگلیاکوزه در مقابل هم قرار می‌گیرند۱۲۶۸. و درنتیجه رم دوباره به دستان چارلزیکم می‌افتد. نیکولاس سوم از خاندان اورسینی، در ۱۲۷۷ مسند پاپی را از لاتران می‌گیرد. او همچنین فرمان می‌دهد که هیچ خارجی حق سناتور شدن را ندارد. چون خودش رمی بود خود را از طرف مردم به مقام سناتوری رساند. با این حرکت، شهر دوباره به جناح پاپ تعلق گرفت. در ۱۲۸۵ چارلز دوباره سناتور می‌شود، اما شورش سیسیل از محبوبیت او می‌کاهد و از آن به بعد شهر رم از قدرت او خارج می‌شود. سناتور و پاپ بعدی دوباره رمی می‌شوند. پاپ هونریوس چهارم از دودمان ساولّی.

## بونیفاکیوس هشتم و اسارت بابلی

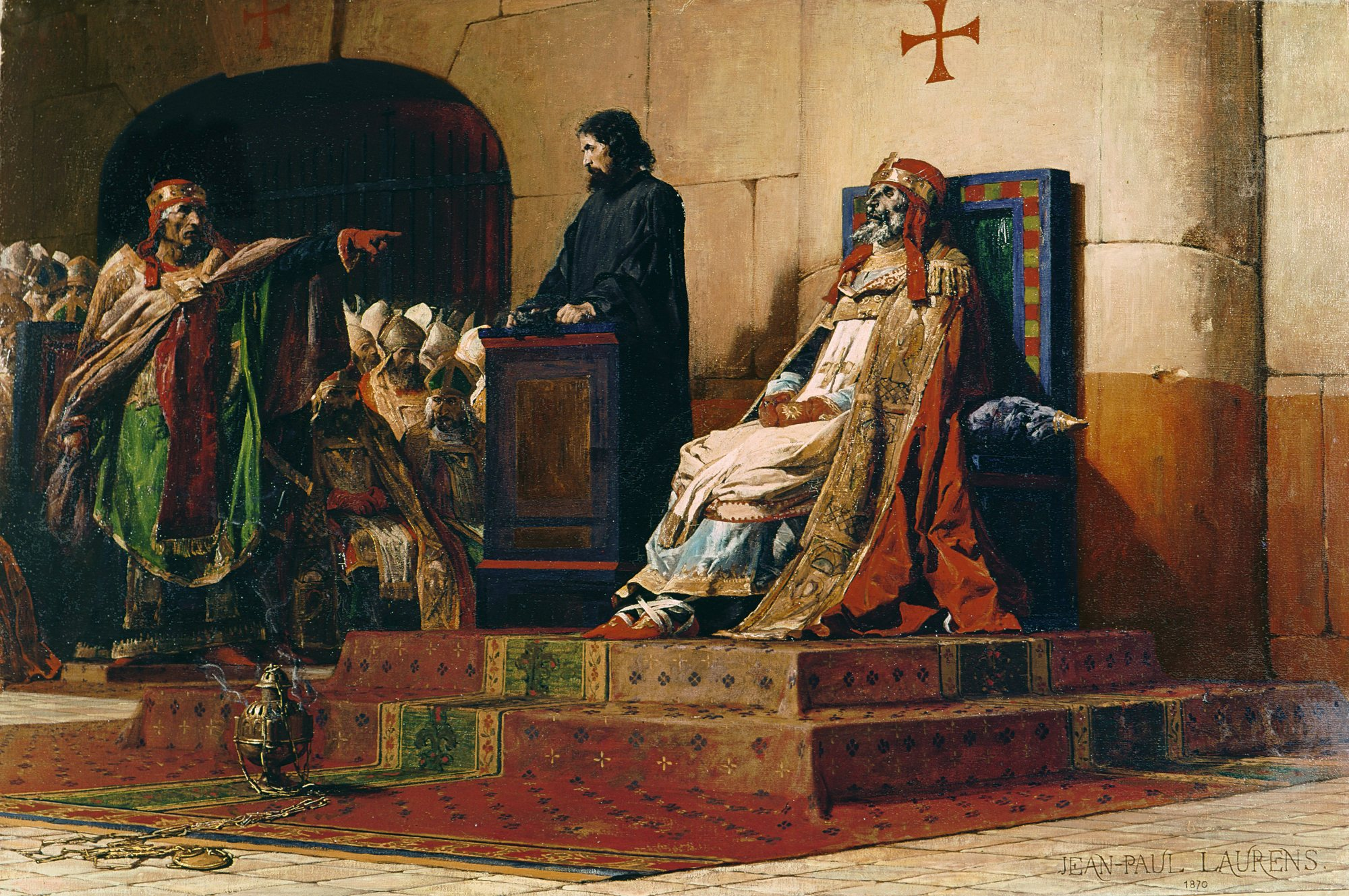
محاکمه جسد پاپ فورموزوس توسط پاپ استفن ششم. نقاش Jean Paul Laurens

جانشین پاپ سلستین پنجم یک رومی و از فامیل کائتانی به نام بونی فاس هشتم، درگیر نزاع‌های محلی علیه رقیب سنتی فامیلیش کولونا بود. درهین نزاع‌های محلی می‌کوشید تا برتری جهانی پاپ را به کرسی بنشاند. در ۱۳۰۰ او اولین عفو عمومی را اعلان کرد و در ۱۳۰۳ اولین دانشگاه رم را بنا کرد. عفو عمومی حرکت مهمی در رم بود. وارزش شحصیت جهانی او را بیشتر کرد. بیشتر از همه اقتصاد شهر با جریان زوار رونق بیشتری گرفت. بونی فاس بعد از شورش شهر آناگنی در ۱۳۰۳ می‌میرد. آن شورش علامتی بود از حکومت شاه فرانسه علیه پاپ و دوره ای دیگر از سقوط رم را نشان می‌داد. کلمنت پنجم جانشین بونی فاس وارد شهر نشد. دوره ای که به اسارت بابلی نام گرفت و موجب گردید مقر پاپ برای دوره ای از رم به شهر آوینیون در فرانسه منتقل شود که ۷۰ سال طول کشید. این شرایط منجر به استقلال مقامات محلی شد، اما روشن شد این وضعیت ناپدار است و کمبود پول‌های کلیسا منجر به فروپاشی رم می‌شد. بیشتر از یک قرن در رم ساختمان جدید مهمی ساخته نشد؛ و بلعکس بسیاری از ساختمان‌های شهر منجمله، کلیسای اصلی رو به خرابی رفت.

## کولادی رینزو و برگشت پاپ به رم

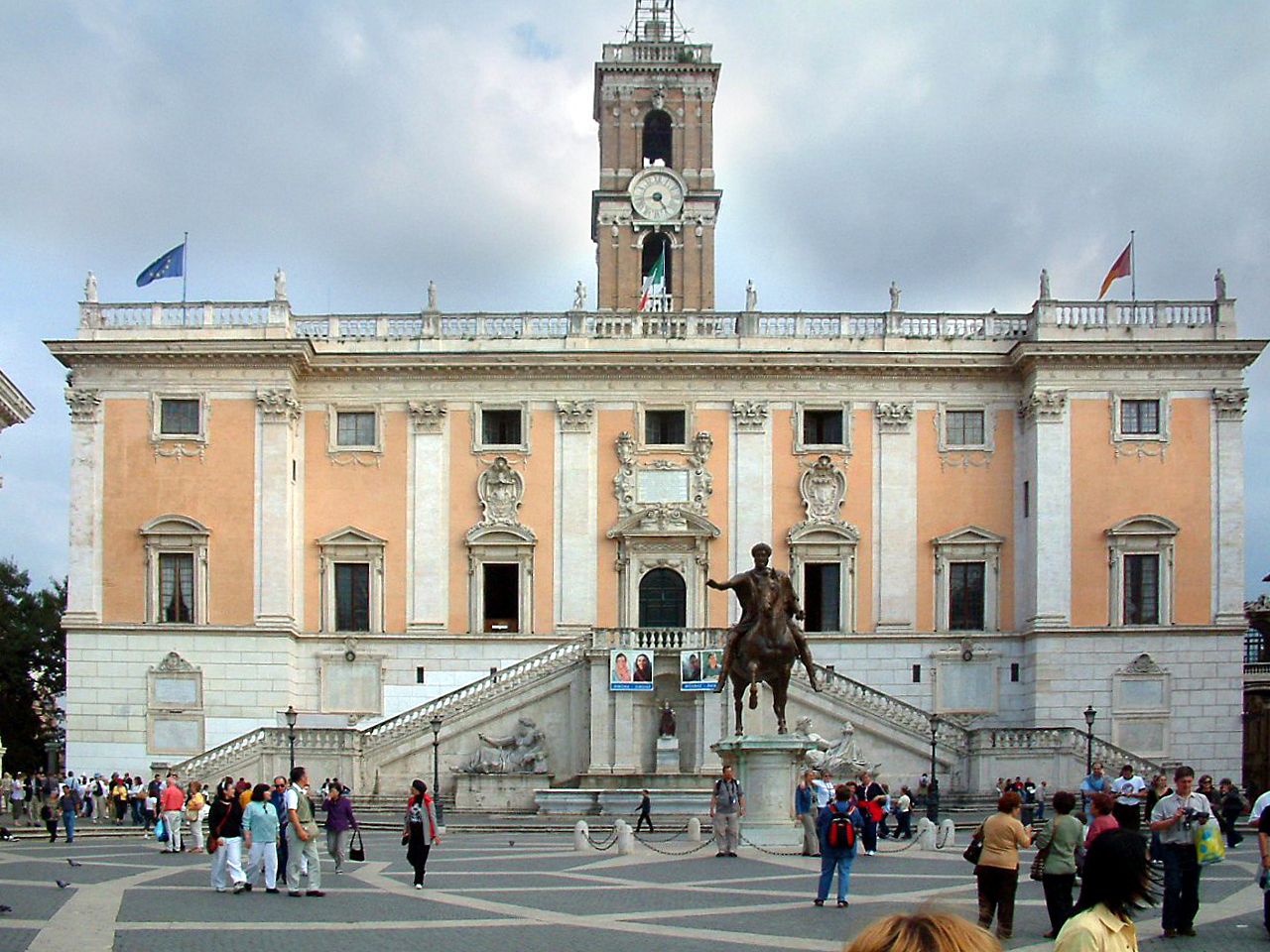
۱۳۴۷ کولادی رینزو تپه کپیتولین را تصرف می‌کند و بنای جدید جمهوری روم را بر روی آن می‌سازد.

علی‌رغم نزول و عدم حضور پاپ، رم موقعیت معنوی خود را از دست نداد: در ۱۳۴۱ شاعر معروف پترارکا به شهر وارد می‌شود و به منصب ملک‌الشعرا که منصبی دولتی بود می‌رسد و در کپیتولین برنامه اجرا می‌کند. مردم شهر از اشراف و فقیر یک صدا خواهان برگشت پاپ به رم می‌شوند. در میان سفیران بسیاری که در این دوره راه خود را به آوینیون باز کرده بودند، چهره ای غیر معمول اما فصیح ظهور می‌کند. کولدا رینزو هم چنان‌که قدرت نفوذ او در میان مردم بیشتر می‌شد، در ۱۳۴۷ در راس جمعیتی پرشور کاپیتولین را فتح کرد. طول قدرت او اگر چه عمری کوتاه داشت. با الهام از روم باستان، با موقعیتی دیکتاتوری خود را تریبون خواند، که منصب نماینده عوام در جهوری روم باستان بود. کولا همچنین خود را مساوی امپراتور مقدس روم می‌پنداشت. او به تمام شهرهای ایتالیا شهروندی رم را اعطاء کرد، و حتی خود را برای انتخاب شدن به امپراتور ایتالیا آماده می‌کرد. با این زیاده روی پاپ او را مرتد، کافر و مجرم اعلان کرد. هم چنان‌که اشراف همیشه از او متنفر بودند مردم عوام هم به تدریج از او ناراضی شدند. در ۱۵ دسامبر او مجبور به فرار می‌شود. در اوگوست ۱۳۵۴ که کاردینال آلبورنوز نقش «سناتور رم» را در برنامه تحکیم بخشیدن به حکومت پاپ در ایالات پاپی به او سپرد. او دوباره سردسته می‌شود. در اکتبر کولای دیکتاتور به علت رفتارهای عجیب و غریب و صورتحساب‌های سنگین محبوبیت خود را از دست می‌دهد و در شورشی که به دست خانواده کولونا بر پا می‌شود به قتل می‌رسد. در آوریل ۱۳۵۵چارلز دوم از بوهما وارد شهر می‌شود تا در مراسم سنتی تاجگذاری با عنوان امپراتور انتخاب شود. ملاقات او برای شهر وندان ناامید کننده بود. او پول کمی داشت و تاجگذاری او را نه پاپ بلکه یک کاردینال انجام داد، و بعد از چند روز سکونت می‌رود. با برگشت امپراتور به سرزمین خودش کاردینال آلبورنوز هچنانکه در دژ خود درلازی شمالی قرار داشت توانست کنترل شهر را در دست گیرد. سناتورها مستقیماً توسط پاپ از شهرهای مختلف ایتالیا انتخاب می‌شدند، اما شهر در حقیقت مستقل بود. شورای سنا از شش قاضی، پنج دفتر دار، شش مارشال، چندین آشنا، بیست شوالیه و بیست مرد نظامی تشکیل می‌شد. آلبورنوز خانواده‌های اشراف را به شدت سرکوب کرده بود، و دست حزب دموکراتیک برای اجرای یک سیاست تهاجمی باز بود. در ۱۳۶۲ رم علیه شهر ولتری اعلان جنگ می‌کند. به هر حال جنگ داخلی برپا می‌شود. حزب شهر حومه، گروه مزدور کوندوتیری را استخدام می‌کند و رمی‌ها سربازان آلمانی و لهستانی را به استخدام درمی‌آورند، به علاوه ۶۰۰ شوالیه و حدود ۲۲۰۰۰ پیاده‌نظام از شهروندان در دوران جنک گروه کاندوتییری در ایتالیا فعال بودند. بسیاری از آهای ساولّی، اورسینی، و آنی بالدی که از رم اخراج شده بودند رهبر این واحدهای نظامی شدند. جنگ با ولتری به ضعف گرایید و رم خود را به پاپ جدید اربن پنجم تسلیم کرد، با این شرط که آلبورنوز وارد شهر نشود. در اکتبر ۱۳۶۷ در پاسخ به نمازگراران سنت بریج و پترارکا، در نهایت پاپ اربن از شهر دیدن می‌کند و در طول حضور او، چارلز چهارم دوباره در شهر تاجگذاری می‌کند. اما کاردینال‌ها و شاه فرانسه مانع رفتن او می‌شوند. در نهایت گریگوری یازدهم در ژانویه ۱۳۷۷ به منصب اسقف رم انتخاب می‌شود.

## طرح غربی و درگیری با میلان
رفتار نامناسب خلف او اوربان ششم در سال ۱۳۷۸ منجر به طرح دودستگی غرب. ، که مانع هرگونه تلاش واقعی برای بهبود شرایط روم در حال فروپاشی شد در این مدت ۴۰ سال دو مرد ادعا می‌کردند که هریک به تنهایی پاپ واقعی است. قرن ۱۴ با غیبت پاپ، پاپ نشین شدن آوینیون، یک قرن غفلت و بدبختی برای رم به بار آورد و آن را به پایین‌ترین حد جمعیت رساند. برگشت پاپ به رم به دلیل شرایط بد شهر و کمبود ایمنی و کنترل، چندین بار به تعویق افتاد. ابتدا می‌باید موقعیت سیاسی و دینی پاپ تقویت شود. وقتی در سال ۱۳۷۷ گرگوری یازدهم عملاً به رم بازگشت، به علت درگیری‌ها میان جناح‌های اشراف و عوام شهر را پر آشوب دید، در این شرایط قدرت او بیشتر فرمالیته بود. سپس چهار دهه بدون ثبات پیش آمد، مشخصه این دوه درگیری‌های مقامات محلی میان مجمع روم و پاپ بود، و از نظر بین‌المللی دودستگی کلیسای غرب. در نهایت پاپ مارتین پنجم انتخاب می‌شود. در ۱۴۳۳ دوک میلان فیلیپو ماریا با فلورانس و ونیز قرار داد صلح امضاء می‌کنند. سپس به تلافی حمایت سابق اوژن چهارم از دونفر جمهوری‌خواه، نفراتی را برای تعرض به ایالت پاپی ارسال و تیوولی را در حومه رم غارت می‌کند. علی‌رغم امتیازاتی که اوژن چهارم به دوک میلان می‌دهد، سربازان میلان دست از خرابکاری برنداشته و منجر به تأسیس یک دولت جمهوری به رهبری باندرسی در ۱۴۳۴ می‌شود. چند روز بعد ایوگین شبانه شهر را ترک می‌کند. به هر حال باندرسی ثابت می‌کند که قادر به اداره شهر نمی‌باشد و ناکفایتی و هرج و مرج آنها را از حمایت عمومی مأیوس می‌کند. در نتیجه در ۱۴۳۴ کنترل شهر به کمک ارتش جووانی ویتلسچی به ایگوئین برمیگردد. بعد از مرگ مشکوک ویتلسچی شهر تحت کنترل پاتریارک شهر آکویلیا درمی آید. ایگوئین در سپتامبر ۱۴۴۳ به رم بازمی‌گردد.